# Хронологія поширення COVID-19 (квітень 2020)
Стаття описує поширення коронавірусу тяжкого гострого респіраторного синдрому-2, що спричинив спалах коронавірусної хвороби 2019, у квітні 2020 року. Уперше хвороба була зареєстрована в місті Ухань у КНР у грудні 2019 року.

## Хронологія пандемії

### 1 квітня
Ситуаційний звіт ВООЗ № 72:
- Албанія повідомила про 16 нових випадків хвороби, загальна кількість випадків зросла до 259.[2]
- Канада повідомила про 1140 нових випадків хвороби, загальна кількість випадків хвороби до 9731.[3][4] Крім того, провінція Квебек повідомила про 449 нових випадків хвороби.[5]
- Франція повідомила про 509 нових смертей за останні 24 години, загальна кількість смертей у країні зросла до 4023.
- Німеччина повідомила про 5435 нових випадків хвороби, загальна кількість випадків хвороби зросла до 67366. Країна також повідомила про 149 смертей, загальна кількість смертей у країні зросла до 732.
- У Гонконзі повідомили, що кіт дав позитивний результат тестування на коронавірус, внаслідок чого загальна кількість інфікованих домашніх тварин на території досягла 3.
- Індонезія повідомила про 149 нових випадків хвороби і 21 смерть, загальна кількість випадків хвороби зросла до 1677, і смертей до 157, 103 хворих одужали.
- Іран підтвердив 2987 нових випадків хвороби, загальна кількість випадків зросла до 47593. Іран також повідомив про 138 смертей, загальну кількість смертей зросла до 3036. Країна також повідомила про 15473 одужань від COVID-19.[2]
- Ірландія підтвердила 212 нових випадків хвороби, що значно менше, ніж 31 березня, і 14 смертей.[6] Загалом у країні було 3447 підтверджених випадків хвороби і 85 смертей. На даному етапі щодня тестували близько 1500 осіб.[7]
- Італія повідомила про 4782 нових випадки хвороби, загальна кількість випадків зросла до 110574. Країна також повідомила про 727 смертей, загальна кількість смертей зросла до 13155.
- Лівія повідомила про 2 нових випадки хвороби, загальну кількість випадків зросла до 10.[2]
- Малайзія підтвердила 142 нових випадки хвороби, загальна кількість випадків зросла до 2908. Органи охорони здоров'я країни також підтвердили, що 108 хворих одужали.[8]
- Нова Зеландія підтвердила 61 новий випадок хвороби (47 підтверджених і 14 ймовірних), загальна кількість випадків зросла до 708 (647 підтверджених і 61 ймовірних).[9]
- Палестина підтвердила 17 нових випадків хвороби (15 на Західному березі річки Йордан і 2 в Газі), внаслідок чого загальна кількість випадків досягла 134.[10]
- Панама підтвердила 136 нових випадків хвороби, загальна кількість випадків зросла до 1317. Повідомлялося про кілька нових смертей, загальна кількість смертей зросла до 32.[11]
- Філіппіни повідомили про 227 нових випадків хвороби і ще 8 смертей, загальну кількість випадків зросла до 2311 і смертей до 96.
- Катар повідомив про 54 нових випадки хвороби, загальна кількість випадків зросла до 835.[2]
- Сінгапур підтвердив 74 нових випадки хвороби, загальна кількість випадків зросла до 1000.[12]
- Південна Корея підтвердила 101 новий випадок хвороби і 3 нових смерті, загальна кількість випадків зросла до 9887 і 165 відповідно.[13] Крім того, 5560 хворих одужали.
- Іспанія повідомила про 864 смерті та 102136 заражень.
- Туреччина повідомила про 2348 нових випадків хвороби і 63 нові смерті, внаслідок чого загальна кількість смертей досягла 277.[2]
- В Україні підтверджено 149 нових випадків хвороби і 3 нових смерті, загальна кількість випадків зросла до 794, а кількість смертей до 20.[14]
- Велика Британія повідомила про 563 смерті за останні 24 години, загальна кількість смертей зросла до 2352. Наймолодшою особою в країні, яка померла від вірусу, був 13-річний хлопчик на ім'я Ісмаїл Мохамед Абдулвахаб.[2]
- Сполучені Штати Америки підтвердили загалом понад 200 тисяч випадків і 4076 смертей.[15] Державний департамент США повідомив про смерть двох місцевих співробітників дипломатичних представництв США в Індонезії та Демократичній Республіці Конго.[2]

### 2 квітня
Ситуаційний звіт ВООЗ № 73:
- У Бельгії загалом повідомили про 1001 смерть і 15348 випадків хвороби.[17]
- Канада повідомила про 1554 нових випадки хвороби, загальна кількість випадків зросла до 11285.[18][19][20] Повідомлено про 22 нових смерті, загальна кількість смертей зросла до 127.[17]
- Фіджі підтвердили 2 випадки хвороби, загальна кількість випадків зросла до 6.[21]
- Франція повідомила про 1355 нових смертей за добу, що є третім показником кількості випадків смерті від COVID-19, внаслідок чого загальна кількість смертей досягла 5387.
- Німеччина повідомила про 6156 нових випадків хвороби, загальна кількість випадків зросла до 73522. Країна також повідомила про 140 смертей, загальна кількість померлих зросла до 872.[22][17]
- Індія підтвердила загалом 50 смертей і 1965 випадків хвороби по всій країні.[23][17]
- Іран повідомив про 124 смерті, загальна кількість яких досягла 3160. Органи охорони здоров'я підтвердили 50468 випадків хвороби.[23][17]
- Ірландія підтвердила 402 нових випадки хвороби та 13 смертей. Загалом у країні було 3894 підтвердженихі випадків хвороби та 98 смертей.[6]
- Ізраїль підтвердив 31 смерть і 6211 випадків зараження, 107 перебувають у важкому стані.[24]
- Італія повідомила про 760 смертей, загальну кількість померлих зросла до 13915.[25]
- Малаві підтвердила 3 перші випадки хвороби.[26][17]
- Малайзія підтвердила 208 нових випадків хвороби, загальна кількість випадків зросла до 3116. Повідомлено також про 5 смертей, кількість померлих зросла до 50.[27][17]
- Нова Зеландія підтвердила 89 нових випадків хвороби (76 підтверджених і 13 ймовірних), загальна кількість випадків зросла до 797, з них 92 хворі одужали, а 13 були госпіталізовані.[28]
- Нідерланди повідомили про 166 смертей, кількість померлих зросла до 1339. Країна також повідомила про 14697 випадків хвороби.[17]
- Палестина підтвердила 21 новий випадок хвороби, загальна кількість випадків зросла до 155.[29]
- Панама повідомила про 158 нових випадків хвороби і 5 нових смертей, внаслідок чого загальна кількість досягла 1475 і 37 відповідно.[30]
- Філіппіни повідомили про 11 нових смертей і 332 нові випадки хвороби, внаслідок чого загальна кількість смертей досягла 107, а випадків зараження — 2633.
- Росія повідомила про 771 новий випадок хвороби, загальна кількість випадків зросла до 3548. Всього померли 30 хвороби.[17]
- Сінгапур підтвердив четверту смерть у країні.[31] У той же час було підтверджено 49 нових випадків хвороби, загальна кількість випадків зросла до 1049.[32][17]
- Південна Корея підтвердила 89 нових випадків хвороби і 4 нові смерті, загальна кількість зросла до 9976 і 169 відповідно.[33]
- Іспанія повідомила про 10003 смерті та 110238 випадків хвороби.
- Кількість померлих у Швейцарії зросла до 432, повідомлено про 18267 позитивних тестів.[17]
- В Україні підтверджено 103 нових випадки хвороби та 2 нові смерті, внаслідок чого загальна кількість випадків сягнула 897, а загальна кількість смертей — 22.[34]
- Велика Британія повідомила про 569 смертей, загальна кількість смертей зросла до 2921. Органи охорони здоров'я повідомили, що 163194 особи пройшли тестування, 33718 тестів виявилися позитивними.[25]
- Сполучені Штати Америки підтвердили загалом понад 225 тисяч випадків хвороби і 5345 смертей.[15]
- Замбія повідомила про 3 нових випадки хвороби, загальна кількість випадків зросла до 39. Замбія також повідомила про першу смерть.[17]
- У світі було понад мільйон підтверджених випадків хвороби і 50 тисяч підтверджених смертей.[15][35][36][25]
- Рейчел Лінч, голкіпер жіночої збірної Австралії з хокею на траві, отримала позитивний тест на COVID-19.

### 3 квітня
Ситуаційний звіт ВООЗ № 74:
- Албанія повідомила про 27 нових випадків хвороби із 17 випадками смерті.[38][39]
- Канада підтвердила 1264 нові випадки хвороби, загальна кількість випадків зросла до 12549, зареєстровано 127 смертей.[23]
- У Китаї підтверджено 4 нові смерті, внаслідок чого кількість померлих зросла до 3322. Китай також повідомив про 40 безсимптомних випадків коронавірусу.[39]
- Єгипет підтвердив 120 нових випадків хвороби, загальна кількість випадків зросла до 985. Єгипет також повідомив про 8 нових смертей, загальна кількість смертей зросла до 66.[38][39]
- На Фолклендських островах повідомили про перший випадок хвороби.[40][38]
- Франція повідомила про 588 нових смертей, загальна кількість смертей у лікарнях зросла до 5091. Ця цифра виключає 1416 смертей у будинках догляду, внаслідок чого загальна кількість померлихх досягла 6507.[39]
- Греція повідомила про 1425 випадків хвороби і 53 смерті.
- Індія повідомила про 1965 випадків загалом, причому багато випадків були пов'язані із заходом Джамаат Табліг у Нью-Делі, який відбувся в березні.
- Кількість померлих в Індонезії зросла до 170 із загалом 1790 підтверджених випадків зараження.[23]
- Іран повідомив про 134 нові смерті, кількість померлих зросла до 3294. Офіційні дані стверджували, що було 53183 випадків зараження, а 17935 хворих одужали.[39]
- Ірландія підтвердила 424 нових випадки хвороби та 22 смерті. На той час у країні було загалом 4273 підтверджених випадки хвороби та 120 смертей.[6]
- Ірак офіційно повідомив про 772 випадки хвороби та 54 підтверджені смерті. Цю цифру заперечували 3 лікарі, чиновник міністерства охорони здоров'я та високопоставлений політичний чиновник, які стверджували, що в країні були інфіковані тисячі осіб.[23]
- Італія підтвердила 766 нових смертей, загальна кількість померлих зросла до 14681. Країна також підтвердила 2339 нових випадків хвороби, загальна кількість випадків зросла до 85388.[38]
- У Киргизстані повідомили про першу смерть від коронавірусної хвороби.[39]
- Латвія підтвердила свою першу смерть, пов'язану з коронавірусом, 99-річної жінки з низкою хронічних захворювань.[41]
- Малайзія підтвердила 217 нових випадків хвороби, внаслідок чого загальна кількість випадків у країні досягла 3333. Країна також повідомила про ще 3 смерті, загальна кількість померлих зросла до 53.[42]
- Нідерланди повідомили про 1026 нових випадків хвороби, загальна кількість випадків зросла до 15723. Країна також підтвердила ще 148 смертей, загальна кількість померлих до 1487.[39]
- Панама повідомила про 198 нових випадків хвороби та 4 нові смерті, загальна кількість зросла до 1673 та 41 відповідно.[43]
- Нова Зеландія підтвердила 71 новий підтверджений та ймовірний випадок, загальна кількість випадків зросла до 868.[44][45]
- Палестина підтвердила 32 випадки хвороби, загальна кількість випадків зросла до 193.[46][47]
- Сінгапур підтвердив п'яту смерть у країні.[48][23] У той же час було підтверджено 65 нових випадків хвороби, загальну кількість випадків зросла до 1114.[49]
- Південна Корея повідомила про 86 нових випадків хвороби і 5 нових смертей, внаслідок чого загальна кількість досягла 10062 і 174 відповідно[50]. Крім того, 27 тисяч осіб перебували на самоізоляції.[39]
- Іспанія повідомила про 950 смертей, загальна кількість померлих зросла до 10 тисяч.[23]
- Швеція повідомила про 612 нових випадків хвороби, загальна кількість випадків у країні становила близько 6 тисяч. Кількість померлих у країні досягла 333.[51]
- Україна повідомила про 175 нових випадків хвороби, загальна кількість випадків зросла до 1072, а також про 5 нових смертей, загальна кількість померлих зросла до 27.[52]
- Велика Британія повідомило про 684 смерті, загальна кількість смертей зросла до 3605. Органи охорони здоров'я Великої Британії підтвердили, що 173784 особи пройшли тестування, 38168 тестів виявилися позитивними.[38]
- Сполучені Штати Америки повідомили про 26000 нових випадків хвороби, загальна кількість випадків зросла до 228 тисяч. Кількість померлих у США за добу становила 950, а загальна кількість — 5374.[23] Штат Нью-Йорк повідомив про 562 смерті, кількість померлих у штаті зросла до 2935.[39]
- Згідно з даними, оприлюдненими Університетом Джонса Гопкінса, 58773 особи померли внаслідок COVID-19 і зареєстровано щонайменше 1094068 підтверджених випадків хвороби.[38]

### 4 квітня
Ситуаційний звіт ВООЗ № 75:
- Албанія повідомила про 29 нових випадків хвороби, загальна кількість випадків зросла до 333 із загалом 18 смертями.[54]
- Канада повідомила про 1469 нових випадків хвороби, загальна кількість випадків зросла до 14018.[55][56]
- Китай повідомив про 19 нових випадків хвороби (18 завезених і один в Ухані), в результаті чого загальна кількість підтверджених випадків досягла 81639. У Китаї також повідомили про 4 нові смерті, внаслідок чого кількість померлих досягла 3326.[54]
- Фіджі підтвердили 5 нових випадків хвороби, загальна кількість зросла до 12.[57][58]
- У Франції було зареєстровано майже 5400 смертей, у тому числі 884 випадки, про які раніше не повідомлялося, у будинках відпочинку.[59]
- Грузія підтвердила першу смерть у країні, також країна повідомила про 157 випадків хвороби.
- Німеччина повідомила про 6082 нових випадки хвороби, загальна кількість випадків зросла до 85778. Країна також повідомила про 1158 смертей.
- Індонезія підтвердила 106 нових випадків хвороби, загальна кількість випадків зросла до 2092. Країна повідомила про 10 нових смертей, кількість померлих зросла до 191.[54]
- Іран підтвердив 55743 випадки хвороби, з яких 4103 були в критичному стані. Країна також повідомила про 158 смертей, кількість померлих зросла до 3542.[51][54]
- Ірландія підтвердила 331 новий випадок хвороби і 17 смертей. У країні загалом було підтверджено 4604 випадки хвороби та 137 смертей.[6]
- Влада Ізраїлю повідомила про загалом 7428 випадків хвороби і 41 смерть.[54]
- Італія підтвердила 766 нових смертей, кількість померлих зросла до 14681. Італія повідомила про 4585 нових випадків хвороби, загальна кількість випадків до 119827.[51]
- Японія повідомила про 118 нових випадків у Токіо, загальна кількість випадків зросла приблизно до 3 тисяч. Країна також повідомила про 73 смерті.
- Кувейт повідомив про першу смерть. Країна також повідомила про 62 нових випадки хвороби, загальна кількість випадків зросла до 479.[54]
- Малайзія повідомила про 150 нових випадків хвороби, загальна кількість випадків зросла до 3486. Малайзія також повідомила про 4 нові смерті, загальна кількість померлих зросла до 57.[60]
- Нідерланди підтвердили 164 смерті, кількість померлих зросла до 1651.[54]
- Панама повідомила про 128 нових випадків хвороби і 5 нових смертей, внаслідок чого загальна кількість досягла 1801 і 46 відповідно.[61]
- Нова Зеландія підтвердила 82 нових випадки хвороби (50 підтверджених і 32 ймовірних), загальна кількість випадків зросла до 950. Повідомлено, що 127 хворих одужали, а понад 3600 осіб пройшли тестування в п'ятницю.[62][63]
- Філіппіни повідомили про 76 нових випадків хвороби, загальна кількість випадків зросла до 3094. Країна також повідомила про 8 нових смертей, загальна кількість померлих зросла до 144.
- Португалія підтвердила загалом 266 смертей і 10524 випадки хвороби.
- Катар повідомив про 250 нових випадків хвороби, загальна кількість випадків зросла до 1213. Крім того, 16 хворих одужали, внаслідок чого загальна кількість одужань досягла 109.[54]
- Сінгапур підтвердив шосту смерть у країні.[64] У той же час було підтверджено 75 нових випадків хвороби, загальна кількість випадків зросла до 1189.[65][54]
- Південна Корея підтвердила 94 нові випадки хвороби та 3 нових смерті, загальна кількість зросла до 10156 та 177 відповідно.[66][54]
- Іспанія повідомила про 809 нових смертей, загальна кількість померлих зросла до 11744. Кількість підтверджених випадків хвороби зросла до 124736.[59][54]
- Кількість інфікованих у Швейцарії зросла до 20278, а кількість смертей — до 540.[51]
- Туреччина підтвердила 76 нових смертей, кількість померлих зросла до 501. Країна також повідомила про 23934 випадки хвороби, 786 хворих одужали, а 1311 залишалися в реанімації.[54]
- В Україні повідомили про 153 нові випадки хвороби та 5 нових смертей, загальна кількість зросла до 1225 та 32 відповідно.[67]
- Велика Британія повідомила про загалом 4313 померлих. Також проведено 183190 тестів, підтверджено 41903 випадки зараження.
- Згідно з даними Університету Джонса Гопкінса, у Сполучених Штатах Америки зареєстровано 300915 випадків хвороби та 8 162 смерті. Штат Нью-Йорк повідомив про 113704 випадки хвороби та загалом 3565 смертей.[54]
- На спірній території Західної Сахари підтверджено перші 4 випадки хвороби.[68]
- За даними Університету Джонса Гопкінса, кількість випадків коронавірусу в усьому світі перевищила 1,1 мільйона.[54]

### 5 квітня
Ситуаційний звіт ВООЗ № 76:
- Албанія повідомила про 28 нових випадків хвороби, загальна кількість випадків зросла до 361. Країна повідомила про загалом 20 смертей і 104 одужання.[70]
- Канада повідомила про 1495 нових випадків хвороби, загальна кількість випадків зросла до 15513. і загалом 258 смертей.[71][70]
- Китай повідомив про 39 нових випадків хвороби (усі, крім одного, завезені) і 78 нових безсимптомних випадків. Китай також повідомив про одну смерть.[72]
- Ефіопія повідомила про перші 2 смерті: 60-річної жінки та 56-річного чоловіка.[70]
- Франція повідомила про 90848 випадків хвороби.[73] Франція також повідомила про 357 смертей, загальна кількість померлих зросла до 8078. Госпіталізовано 28891 хворого.[70]
- Німеччина повідомила про 96092 випадки хвороби.[73]
- На Гаїті повідомили про першу смерть.[72][74]
- Іран повідомив про 150 смертей, загальна кількість випадків зросла до 3603. В Ірані було зареєстровано загалом 58226 випадків хвороби, 22011 хворі одужали, та 4057 знаходилися в критичному стані.[70]
- Ірландія підтвердила 390 нових випадків хвороби і 21 смерть, унаслідок цього в країні було зареєстровано 4994 підтверджені випадки хвороби та 158 смертей.[6]
- Італія повідомила про 124632 випадки хвороби[73] та 525 нових смертей.
- Японія повідомила про понад 130 випадків хвороби в Токіо, внаслідок чого кількість випадків у столиці країни перевищила 1000.
- Малайзія повідомила про 179 нових випадків хвороби, кількість випадків зросла до 3662.[70]
- Нова Зеландія повідомила про 89 нових випадків хвороби (48 підтверджених і 41 ймовірний), загальна кількість випадків зросла до 1039 (870 підтверджених і 169 ймовірних). Повідомлено про 29 одужань, загальна кількість випадків зросла до 156.[75]
- Панама повідомила про 187 нових випадків хвороби і 8 нових смертей, внаслідок чого загальна кількість досягла 1988 і 54 відповідно.[76]
- Катар повідомив про 279 нових випадків хвороби, загальна кількість випадків зросла до 1604.
- Росія повідомила про 658 нових випадків хвороби, загальну кількість випадків зросла до 5389. Країна також повідомила про 45 смертей.[70]
- Острови Сен-П'єр і Мікелон підтвердили перший випадок хвороби.[77]
- Сінгапур підтвердив 120 нових випадків хвороби, загальна кількість випадків зросла до 1309. Це стало найбільшою кількістю нових випадків хвороби за добу.[78]
- Південна Корея підтвердила 81 новий випадок хвороби і 6 нових смертей, загальна кількість випадків зросла до 10237 і 183 відповідно.[79]
- Південний Судан підтвердив свій перший випадок хвороби.[70][80]
- Іспанія повідомила про 674 нових смерті, загальна кількість смертей зросла до 12418. У країні загалом було зареєстровано 130759 випадків хвороби.
- Туреччина повідомила про 73 нових смерті та 3135 нових випадків хвороби, внаслідок чого загальна кількість смертей досягла 574, а кількість випадків — 27069.[70]
- В Україні повідомили про 83 нові випадки хвороби та 5 нових смертей, загальна кількість випадків зросла до 1308 та 37 відповідно.[81]
- Велика Британія повідомило про 621 смерть, довівши загальну кількість до 4934. Загалом у 47806 осіб підтверджено позитивний результат тесту на коронавірус.
- Сполучені Штати Америки повідомили про 311544 випадки хвороби. Штат Нью-Йорк також повідомив про 594 смерті, загальна кількість померлих зросла до 4159.[70]
- Університет Джонса Гопкінса повідомив, що кількість підтверджених випадків у всьому світі перевищила 1,2 мільйона, з яких 64753 хворі померли.[73]

### 6 квітня
Ситуаційний звіт ВООЗ № 77:
- Чехія повідомила про загалом 4591 випадок хвороби, 72 смерті та 96 одужань.[72]
- Канада повідомила про 1154 нові випадки хвороби, загальна кількість випадків зросла до 16667.[71]
- Єгипет повідомив про 149 нових випадків хвороби, загальна кількість випадків зросла до 1322. Країна повідомила про 7 нових смертей, загальна кількість смертей зросла до 85, 259 хворих одужали.[72]
- Фіджі підтвердили 2 нових випадки хвороби, загальна кількість випадків зросла до 14.[83]
- Франція повідомила про 8078 смертей, у тому числі 6494 у лікарнях.
- Німеччина повідомила про 3677 нових випадків хвороби, загальна кількість випадків зросла до 95391.
- Індонезія повідомила про 218 нових випадків хвороби, загальна кількість випадків зросла до 2491. Країна також повідомила про 11 смертей, загальну кількість померлих зросла до 209, 192 хворих одужали.
- Іран повідомив про загалом 3739 смертей і 60500 випадків хвороби.[72]
- Ірландія підтвердила 370 нових випадків хвороби і 16 смертей. У країні загалом було зареєстровано 5364 підтверджених випадки та 174 смерті.[6]
- Кількість смертей в Італії зросла на 636. Країна також повідомила про 3599 нових випадків хвороби, загальна кількість випадків зросла до 132547.
- Кенія повідомила про 158 випадків хвороби і 6 смертей.[72]
- Косово повідомило про 2 нові смерті, внаслідок чого загальна кількість померлих досягла 3.[84]
- Малайзія повідомила про 131 новий випадок хвороби, загальна кількість випадків зросла до 3793. Влада Малайзії також повідомила про 236 нових одужань.[85] Повідомлено про нову смерть, унаслідок чого кількість померлих зросла до 62.[86]
- Нова Зеландія повідомила про 39 нових підтверджених і 28 ймовірних випадків хвороби, загальна кількість підтверджених і ймовірних випадків зросла до 1106.[87]
- Панама повідомила про 112 нових випадків хвороби та 1 нову смерть, загальна кількість зросла до 2100 і 55 відповідно.[88]
- Філіппіни повідомили про 414 нових випадків хвороби, загальна кількість випадків зросли до 3660. Країна також повідомила про 11 смертей, загальна кількість смертей зросла до 163, 73 хворі одужали.
- Румунія повідомила про 4057 випадків хвороби та 157 смертей.
- Росія повідомила про 954 нових випадки хвороби, загальна кількість випадків зросла до 6343, загалом зареєстровано 47 смертей.[72]
- Сан-Томе і Принсіпі повідомили про перші 4 випадки хвороби.[89]
- Сінгапур підтвердив 66 нових випадків хвороби, загальна кількість випадків зросла до 1375. З нових випадків 35 були пов'язані з кластерами в гуртожитках для іноземців.[90]
- Південна Корея підтвердила 47 нових випадків хвороби і 3 нові смерті, загальна кількість зросла до 10284 і 186 відповідно.[72][91]
- Швейцарія повідомила про 584 смерті та 21652 випадки хвороби.
- Таїланд повідомив про 51 новий випадок хвороби, загальна кількість випадків зросла до 2220, і про 3 нових смерті, загальна кількість померлих зросла до 26.
- Туреччина повідомила про 3148 нових випадків хвороби, загальна кількість випадків зросла до 30217, і 75 нових смертей, загальна кількість померлих зросла до 649.[72]
- Загалом в Україні зареєстровано 1319 випадків хвороби та 38 смертей.[92]
- Об'єднані Арабські Емірати повідомили про 1799 випадків хвороби і 10 смертей.
- Велика Британія повідомило про 439 нових смертей, загальна кількість померлих зросла до 5373. Велика Британія також повідомила про 51608 випадків хвороби.
- Університет Джонса Гопкінса повідомив про 10 тисяч смертей і 347 тисяч підтверджених випадків хвороби. Малайський тигр на прізвисько Надія став першою відомою твариною в країні з позитивним тестом на COVID-19.[72]

### 7 квітня
Ситуаційний звіт ВООЗ № 78:
- Абхазія підтвердила перший випадок хвороби.[94]
- Нагірний Карабах підтвердив перший випадок хвороби.[95]
- Бразилія повідомила про 13717 випадків хвороби і 667 смертей.[96]
- Канада повідомила про 1230 нових випадків хвороби, загальна кількість випадків зросла до 17897, і загалом про 345 смертей.[71]
- У Китаї вперше після того, як з 2019 року почали оприлюднювати дані про COVID-19, не було смертей від коронавірусу. Влада Китаю повідомила про 32 нові завезені випадки та 30 нових безсимптомних випадків, загальна кількість випадків зросла до 1033.[96]
- Фіджі повідомили про 15-ий випадок хвороби в країні.[97]
- Франція повідомила про понад 10 тисяч смертей, включаючи 7091 смерть у лікарнях і 3237 смертей у будинках для пристарілих.
- Німеччина повідомила про 3834 випадки хвороби, загальна кількість випадків зросла до 99225. Кількість померлих у країні також зросла на 173 до 1607.
- Індонезія повідомила про 247 нових випадків хвороби, загальна кількість випадків зросла до 2738. Країна також повідомила про 12 нових смертей, загальна кількість померлих зросла до 221. Крім того, одужали 204 хворі.
- Іран повідомив про 2089 нових випадків хвороби, загальна кількість випадків зросла до 62589. Країна також повідомила про 133 смерті, загальна кількість померлих зросла до 3872.[96]
- Ірландія підтвердила 345 нових випадків хвороби і 36 смертей, що стало найвищим показником на той час. У країні було загалом 5709 підтверджених випадків хвороби і 210 смертей.[6]
- Малайзія повідомила про 170 нових випадків хвороби, загальна кількість випадків зросла до 3963. Органи охорони здоров'я також повідомили про одну смерть, кількість померлих зросла до 63. 80 хворих одужали, внаслідок чого загальна кількість одужань зросла до 1321.[98][96]
- Нова Зеландія повідомила про 54 нових випадки хвороби, загальна кількість випадків зросла до 1160. Також одужав 241 хворий.[99]
- Філіппіни повідомили про 104 нових випадки хвороби, загальна кількість випадків зросла до 3764, і 14 нових смертей, загальна кількість смертей зросла до 177.
- Катар повідомив про 225 нових випадків хвороби, загальна кількість випадків зросла до 2057, і 6 смертей.
- Росія повідомила про 1154 нові випадки хвороби, загальна кількість випадків зросла до 7497. Країна також повідомила про 11 нових смертей, кількість померлих зросла до 58.[96]
- Сінгапур підтвердив 106 нових випадків хвороби, загальна кількість випадків зросла до 1481.[100][96]
- Південний Судан повідомив про другий випадок хвороби.[101]
- Швейцарія повідомила про 641 смерть і 22242 випадки хвороби.
- Туреччина повідомила про 3892 нових випадки хвороби, загальна кількість випадків зросла до 34109. Кількість померлих зросла на 76 до 725, у країні повідомилиа про загалом 150 одужань.[96]
- В Україні повідомили про 143 нових випадки хвороби та 7 нових смертей, загальна кількість зросла до 1462 та 45 відповідно.[102]
- За даними Університету Джонса Гопкінса, понад 1,3 мільйона людей у світі постраждали від коронавірусу. Понад 74500 людей померли, а майже 285 тисяч одужали.[96]

### 8 квітня
Ситуаційний звіт ВООЗ № 79:
- Бангладеш повідомила про 218 випадків хвороби і 20 смертей.
- Білорусь повідомила про 205 нових випадків хвороби, загальна кількість хвороби зросла до 1066. Всього в країні було зареєстровано 13 смертей.
- Китай повідомив про 62 нових випадки (майже всі завезені), внаслідок чого загальна кількість завезених випадків досягла 1042. Китай повідомив про 81802 випадки хвороби з початку спалаху.[104]
- Канада повідомила про 1394 нових випадки хвороби, загальна кількість випадків зросла до 19291.[71]
- Чехія повідомила про 5 тисяч випадків хвороби і 195 смертей.
- Єгипет повідомив про 9 нових смертей, кількість померлих зросла до 94, загалом у країні було зареєстровано 1450 випадків хвороби.
- Ефіопія повідомила про загалом 52 випадки хвороби та 2 смерті.
- Франція повідомила про 541 нову смерть у лікарнях, кількість померлих зросла до 10869. Французька влада також повідомила про 7148 хворих у реанімації.
- Німеччина повідомила про 254 нові смерті, загальна кількість померлих зросла до 1864. У країні було зареєстровано 103228 випадків хвороби.
- Індонезія повідомила про 218 нових випадків хвороби, загальна кількість випадків зросла до 2956. Індонезія також повідомила про 19 нових смертей, загальна кількість померлих зросла до 240. 222 хворі одужали.
- Іран повідомив про 121 нову смерть, кількість померлих зросла до 3993. Країна також повідомила про 1997 нових випадків хвороби, загальна кількість випадків зросла до 64586. Іран також повідомив про 3956 інфікованих загалом.[104]
- Ірландія підтвердила 365 нових випадків хвороби і 25 смертей. Загалом у країні було зареєстровано 6074 підтверджені випадки хвороби та 235 смертей.[6]
- Ізраїль повідомив про 156 нових випадків хвороби, загальна кількість випадків зросла до 9400. Країна також повідомила про 6 нових смертей, загальна кількість смертей зросла до 71. 147 хворих перебували в критичному стані, а 801 хворий одужав.
- Японія повідомила про 144 нових випадки хвороби в Токіо, загальна кількість випадків зросла до 4768. У країні було зареєстровано загалом 98 смертей.[104]
- Малайзія повідомила про 156 нових випадків хвороби, загальна кількість випадків зросла до 4119. Країна також повідомила про ще 2 смерті, внаслідок чого кількість померлих зросла до 65.[105]
- М'янма повідомила про загалом 22 випадки хвороби та 3 смерті.[104]
- Нова Зеландія повідомила про 50 нових випадків хвороби (26 підтверджених і 24 ймовірних), загальна кількість випадків зросла до 1210. Повідомлено про 41 нове одужання, загальна кількість одужань зросла до 282.[106]
- Пакистан повідомив про загалом 3546 випадків хвороби, 57 смертей і 458 одужань.
- Перу повідомило про 107 смертей і 2954 підтверджені випадки хвороби.
- Філіппіни повідомили про 106 нових випадків хвороби, загальна кількість випадків зросла до 3870; та про 5 смертей, кількість померлих зросла до 182; і 12 нових одужань, загальна кількість одужань зросла до 96.
- Польща підтвердила більше 5 тисяч випадків хвороби загалом, і повідомила про 22 нових смерті, загальна кількість смертей зросла до 435. Польща провела 100 тисяч тестувань.
- Росія повідомила про 1175 нових випадків хвороби, загальна кількість випадків зросла до 8672. Повідомлено про 5 нових смертей, загальна кількість померлих зросла до 63.[104]
- Сінгапур підтвердив 142 нові випадки хвороби, загальна кількість випадків зросла до 1623. Крім того, пізніше було підтверджено наявність у людини COVID-19 після її смерті[107], яка була спричинена хворобою серця.[108]
- У Сомалі повідомили про першу смерть. Влада також повідомила про 4 нові випадки хвороби, загальна кількість випадків зросла до 12.
- Швейцарія повідомила про 705 смертей і 22789 випадків хвороби.
- У Таїланді повідомили про 3 нових випадки зараження, внаслідок чого кількість померлих зросла до 30. Всього в країні було зареєстровано 2369 випадків хвороби.
- Туреччина повідомила про 38226 підтверджених випадків хвороби, 812 пов'язаних смертей і 1846 одужань. Органи охорони здоров'я Туреччини також провели 249900 тестувань.[104]
- В Україні повідомили про 206 нових випадків хвороби та 7 нових смертей, загальна кількість зросла до 1668 і 52 відповідно.[109]
- Емірат Дубай, який входить до складу Об'єднаних Арабських Еміратів, повідомив про загалом 2659 випадків хвороби та 12 смертей.
- Сполучене Королівство повідомило про 938 нових смертей, кількість померлих зросла до 7097.
- Сполучені Штати Америки повідомили про 400 тисячі підтверджених випадків хвороби і загалом 12900 смертей.[104]

### 9 квітня
Ситуаційний звіт ВООЗ № 80:
- Бразилія повідомила про перший випадок хвороби у племені яномама в Амазонії у 15-річного хлопчика.[111]
- Канада повідомила про 1474 нових випадки, довівши загальну кількість до 20 765 випадків. Влада Канади повідомила про 461 померлого.[71]
- Влада міста на північному сході Китаю Суйфеньхе повідомила про 40 нових випадків хвороби, всі вони були громадянами Китаю, які прибули з сусідньої Росії.
- Єгипет повідомив про 139 нових випадків хвороби, загальна кількість випадків зросла до 1699. Влада Єгипту також повідомила про 15 нових смертей, загальна кількість по зросла до 115.
- Угорщина повідомила про 980 підтверджених випадків хвороби і 66 смертей.[111]
- Ірландія підтвердила 500 нових випадків хвороби, що стало найбільшим показником на той час, і 28 смертей, загальна кількість зросла до 6574 випадків і 265 смертей.[6][111]
- Малайзія повідомила про 109 нових випадків хвороби і 2 смерті, внаслідок чого загальна кількість зросла до 4228 і 67 відповідно. Країна також повідомила, що 72 хворі знаходилися в реанімації, одужав 121 хворий.[112]
- Нідерланди повідомили про 1213 нових випадків, загальна кількість випадків зросла до 21762. Влада Нідерландів повідомила про 2396 померлих.[111]
- Нова Зеландія повідомила про 29 нових випадків хвороби (23 підтверджених і 6 імовірних), загальна кількість випадків зросла до 1239 (992 підтверджених і 247 імовірних), і 35 нових одужань, загальна кількість одужань зросла до 317.[113]
- У Пакистані було зареєстровано загалом 3713 підтверджених випадків хвороби і 62 смерті.
- Росія повідомила про 1459 нових випадків хвороби, загальна кількість випадків перевищила 10 тисяч. Країна також повідомила про 13 смертей, загальна кількість смертей зросла до 76.[111]
- Сінгапур підтвердив 287 нових випадків хвороби, загальна кількість випадків зросла до 1910.[108]
- Південна Корея повідомила про 39 нових випадків хвороби, загальна кількість випадків зросла до 10423. Країна також повідомила про 4 смерті, загальна кількість померлих зросла до 204.
- Іспанія повідомила про 683 нових смерті, кількість померлих зросла до 15238. У країні загалом було зареєстровано 152446 випадків хвороби.[111]
- Туреччина повідомила про 96 нових смертей, загальна кількість померлих зросла до 908. Туреччина також підтвердила 4056 нових випадків хвороби, загальна кількість випадків зросла до 42282.
- В Україні повідомили про 224 нових випадки хвороби та 5 нових смертей, загальна кількість зросла до 1892 та 57 відповідно.[114]
- Велика Британія повідомила про 881 нову смерть, загальна кількість померлих зросла до 7987. Влада Британії також провела загалом 243321 тестувань на коронавірус, з них 65077 виявилися позитивними.
- Сполучені Штати Америки повідомили про понад 15 тисяч смертей, пов'язаних з коронавірусом.
- В'єтнам повідомив, що 15461 особа, включаючи 1000 медичних працівників, пов'язаних зі спалахом коронавірусу в лікарні Ханоя, отримали негативний результат тестування на коронавірус.[111]
- 2 нових випадки хвороби підтверджені на спірній території Західної Сахари, внаслідок чого загальна кількість випадків зросла до 6.[115]
- Згідно з даними, оприлюдненими Університетом Джонса Гопкінса, загалом у світі було зареєстровано 1502618 випадків хвороби, 89915 смертей і 339775 одужань.[111]

### 10 квітня
Ситуаційний звіт ВООЗ № 81:
- Африка повідомила про загалом майже 11 тисяч випадків хвороби та 562 смерті.[117]
- Бангладеш повідомив про 27 смертей і 424 випадки хвороби.[118]
- Бразилія повідомила про 19638 випадків хвороби і 1056 смертей. Органи охорони здоров'я Бразилії також повідомили, що інфікований підліток з племені яномама помер від коронавірусної хвороби.[117]
- Канада повідомила про 1383 нові випадки хвороби, загальна кількість випадків зросла до 22148.[71]
- Китай повідомив про 42 нових випадки хвороби (38 з них завезені), загальна кількість випадків зросла до 81907. Влада Китаю також повідомляє про одну смерть, внаслідок чого кількість померлих досягла 3336. Ще 1169 підозрюваних випадків або тих, у кого тест був позитивним, але мали симптомів, перебували під наглядом. Понад 77 тисяч хворих одужали.[117]
- Еквадор повідомив про 2196 нових випадків хвороби, загальна кількість випадків зросла до 7161. У країні також було підтверджено 297 смертей і ще 311 ймовірних смертей внаслідок COVID-19.[118]
- Фіджі підтвердили 16-ий випадок хвороби в країні.[119]
- Франція повідомила про 987 смертей, кількість померлих зросла до 13917. Французькі ВМС повідомили про 50 випадків на борту авіаносця Charles de Gaulle.
- Угорщина повідомила про 210 нових випадків хвороби, загальна кількість випадків зросла до 1190. Всього в країні було зареєстровано 77 смертей.
- Іран повідомив про 122 нові смерті, загальна кількість випадків зросла до 4232. Країна також повідомила про 1972 нові випадки хвороби, загальна кількість випадків зросла до 68912, з яких 3969 перебувли в критичному стані.[117]
- Ірландія підтвердила 480 нових випадків хвороби і 25 смертей. Загалом у країні налічувалось 7054 підтверджені випадки хвороби та 287 смертей. Управління охорони здоров'я також визнало кілька інших випадків хвороби, які були підтверджені Німеччиною, оскільки попередні тести були надіслані до Німеччини, що збільшило фактичну загальну кількість випадків до 8089.[6]
- Італія повідомила про смерть 100 лікарів.
- Японія повідомила про 6003 випадки хвороби та 99 смертей.[117]
- Малайзія повідомила про 118 нових випадків хвороби, загальна кількість випадків зросла до 4346, і 70 смертей. Влада Малайзії також повідомила, що 222 хворі одужали, внаслідок чого загальна кількість одужань до 1830 (або приблизно 42 % хворих).[120]
- Мексика повідомила про 2 нові смерті, внаслідок чого кількість померлих зросла до 194.
- Нідерланди повідомили про 1335 нових випадків хвороби, загальна кількість випадків до 23907. Країна повідомила про 115 смертей, загальна кількість випадків зросла до 2511.[117]
- Нова Зеландія повідомила про 44 нові випадки хвороби (23 підтверджені та 21 імовірний), загальна кількість випадків зросла до 1283 (1015 підтверджених та 267 імовірних). Органи охорони здоров'я Нової Зеландії також повідомили про 56 нових одужань, внаслідок чого загальна кількість випадків досягла 373. Крім того, Нова Зеландія повідомила про другу смерть 90-річної жінки з Крайстчерча.[121]
- Пакистан повідомив про загалом 3817 випадків хвороби, 67 смертей та 712 одужань.
- Філіппіни повідомили про 119 нових випадків хвороби, загальна кількість зросла до 4195. Країна також повідомила про 18 нових смертей, загальна кількість смертей зросла до 221.
- Росія повідомила про 1786 нових випадків хвороби, загальна кількість випадків зросла до 11917. Країна також повідомила про 18 нових смертей, кількість померлих зросла до 94.[117]
- Сінгапур підтвердив 198 нових випадків хвороби, загальна кількість випадків зросла до 2108. Також підтверджено ще одну смерть, кількість померлих зросла до 7.[122]
- Південна Корея повідомила про 27 нових випадків хвороби, загальна кількість випадків зросла до 10450. У країні було зареєстровано загалом 208 смертей. Крім того, органи охорони здоров'я повідомили, що у 91 особи, яка вважалася одужалою, були виявлені симптоми коронавірусної хвороби.
- Іспанія повідомила про 4566 нових смертей, загальна кількість померлих зросла до 15843. Країна повідомила про 4576 нових випадків хвороби, загальна кількість випадків зросла до 157022.
- Швейцарія повідомила про 805 смертей і 24308 заражень.
- Тайвань повідомив про 2 нових випадки хвороби, загальна кількість випадків зросла до 382. Влада Тайваню також повідомила про шосту смерть у країні.
- Таїланд повідомив про 50 нових випадків хвороби та одну смерть, внаслідок чого загальна кількість випадків хвороби досягла 2473, а кількість померлих — 33.
- Східний Тимор повідомив про другий випадок хвороби. Країна повідомила про свій перший випадок 21 березня, після чого хворий одужав.
- Туреччина повідомила про 4747 нових випадків хвороби, а загальна кількість випадків зросла до 47029. Країна повідомила про 98 нових смертей, загальна кількість померлих зросла до 1006. Туреччина також повідомила про 281 одужання, загальна кількість одужань зросла до 2423.[117]
- В Україні повідомили про 311 нових випадків хвороби і 12 нових смертей, загальна кількість зросла до 2203 і 69 відповідно.[123]
- Велика Британія повідомила про 980 нових смертей (886 в Англії), загальна кількість смертей зросла до 8958 (8114 в Англії).
- Сполучені Штати Америки повідомили про понад 16500 смертей. В'язниця округу Кук у Чикаго повідомила про 450 випадків хвороби серед персоналу та ув'язнених.[117]
- Ємен підтвердив перший випадок хвороби в країні в Хадрамауті.[124]
- За даними Університету Джонса Гопкінса у світі було зареєстровано 1,6 мільйона випадків хвороби, понад 100 тисяч смертей і 372 тисячі одужань.[117]

### 11 квітня
Ситуаційний звіт ВООЗ № 82:
- Вірменія повідомила про 966 випадків хвороби і 13 смертей.
- Білорусь повідомила про 23 смерті та 2226 випадків хвороби.
- Бразилія повідомила про 1056 смертей і 19638 випадків хвороби.[118]
- Канада повідомила про 1170 нових випадків хвороби, загальна кількість випадків зросла до 23318, і 69 нових смертей, загальна кількість смертей зросла до 600.[71]
- Китай повідомив про 46 нових випадків хвороби (включаючи 42, пов'язані з поїздками за кордон), загальна кількість випадків зросла до 81953. Влада країни також повідомила про 3 нові смерті, внаслідок чого кількість померлих досягла 3339. Китай також повідомив про 34 нові безсимптомні випадки хвороби.[118]
- Франція повідомила про 353 смерті в лікарнях і 290 у будинках для людей похилого віку, внаслідок чого кількість померлих досягла 13832.[126]
- Індонезія повідомила про 330 нових випадків хвороби, загальна кількість випадків зросла до 3842. Влада Індонезії також повідомила про 21 смерть, кількість померлих зросла до 237.
- Іран повідомив про 1837 нових випадків хвороби, загальна кількість випадків зросла до 70029. Влада Ірану також повідомила про 125 нових смертей, кількість померлих зросла до 4357.[118]
- Ірландія підтвердила 553 нові випадки хвороби та 33 смерті. У країні було загалом 8928 підтверджених випадків хвороби і 320 смертей, оскільки одну смерть, про яку раніше повідомлялося, було неправильно пов'язано з COVID-19. Ці цифри включали результати тестів, надісланих до Німеччини.[6]
- Ізраїль повідомив про 101 смерть і 10743 випадки хвороби. Із хворих 175 перебувалиь у важкому стані, 129 — на апаратах штучної вентиляції легень, 154 — у стані середньої тяжкості, 7 тисяч — лікувалися вдома. Одужав 1341 хворий.[127]
- Італія повідомила про 619 нових смертей, загальна кількість померлих зросла до 19468. У країні повідомлено про загалом понад 150 тисяч випадків хвороби.
- Казахстан повідомив про 10 випадків хвороби на родовищі Тенгіз.[118]
- Малайзія повідомила про 184 нових випадки хвороби, загальна кількість випадків зросла до 4530. Органи охорони здоров'я також повідомили про 3 нових смерті, загальна кількість померлих зросла до 73. За даними влади Малайзії, 44 % випадків хвороби одужали.[128]
- Нідерланди повідомили про 1316 нових випадків хвороби, загальна кількість випадків зросла до 24413. Влада Нідерландів повідомила про 132 нові смерті, кількість померлих зросла до 2643.[118]
- Нова Зеландія повідомила про 29 нових випадків хвороби (20 підтверджених і 9 імовірних), загальна кількість випадків зросла до 1312 (1035 підтверджених і 276 імовірних). Країна також повідомила про 48 нових одужань, загальна кількість одужань зросла до 422. Крім того, влада повідомила про 2 нові смерті, загальна кількість померлих зросла до 4.[129][130]
- Пакистан повідомив про 190 нових випадків хвороби, загальна кількість випадків зросла до 4788. Органи охорони здоров'я також повідомили про 5 нових смертей, загальна кількість випадків зросла до 71. Пакистан повідомив про 50 хворих у критичному стані та 762 одужання.
- Філіппіни повідомили про 233 нові випадки хвороби, загальна кількість випадків зросла до 4428. Зареєстровано 26 нових смертей, загальна кількість померлих зросла до 247. 17 хворих одужали, загальна кількість одужань зросла до 157.
- Росія повідомила про 1667 нових випадків хвороби, загальна кількість випадків зросла до 13584. Російська влада також повідомила про 12 нових смертей, загальна кількість випадків зросла до 106.[118]
- Острів Саба повідомив про перший випадок хвороби.[131]
- Сінгапур повідомив про 191 новий випадок хвороби, загальна кількість випадків зросла до 2299. Країна також повідомила про ще одну смерть, кількість померлих зросла до 8.[118][132]
- Іспанія повідомила про 4830 нових випадків хвороби, загальна кількість випадків зросла до 161852. Іспанська влада також повідомила про 510 смертей, загальна кількість померлих зросла до 16353.
- Швейцарія повідомила про 831 смерть і 24900 випадків хвороби.
- У Таїланді повідомили про 2 нові смерті, кількість померлих зросла до 35. Влада Таїланду також повідомила про 45 нових випадків хвороби, внаслідок чого загальна кількість випадків сягнула 2518, з яких 1135 одужали.[118]
- В Україні повідомили про 308 нових випадків хвороби та 4 нових смерті, загальна кількість зросла до 2511 та 73 відповідно. Кількість одужань (79) вперше перевищила кількість смертей.[133]
- Велика Британія повідомила про 917 смертей, кількість померлих зросла до 9875. Проведено 269598 тестів на коронавірус, 78991 з яких виявилися позитивними.
- Сполучені Штати Америки повідомили про 20071 смерть і 522 тисячі випадків хвороби. У штаті Нью-Йорк повідомили про 783 нові смерті, кількість померлих зросла до 8600.
- На той день у світі кількість смертей перевищила 107 тисяч, кількість інфікованих у світі перевищила 1,7 мільйона, а кількість одужань у всьому світі становила 396 тисяч.[118]

### 12 квітня
Ситуаційний звіт ВООЗ № 83:
- Канада повідомила про 1065 нових випадків хвороби, загальна кількість випадків зросла до 24383, і 74 нових смерті, загальна кількість померлих зросла до 674. Канадська влада повідомлила про 23719 випадків хвороби.[135][71]
- Китай повідомив про 99 нових випадків хвороби (97 завезених випадків), загальна кількість випадків зросла до 82052. Кількість померлих становила 3339.
- Гонконг повідомив про загалом 4 смерті та 1005 випадків хвороби
- Франція повідомила про 14393 смерті.
- Гватемала повідомила про 16 нових випадків хвороби, загальна кількість випадків зросла до 153. Країна також повідомила про 3 смерті.
- Індонезія повідомила про 399 нових випадків хвороби, загальна кількість випадків зросла до 4241. Органи охорони здоров'я повідомили про 42 смерті, загальна кількість померлих зросла до 373.
- Іран повідомив про 117 смертей, загальна кількість померлих зросла до 4474. Влада Ірану повідомила про 71686 випадків хвороби.[135]
- Ірландія підтвердила 430 нових випадків хвороби і 14 смертей. Були ще 297 позитивних результатів тестувань з Німеччини, які були надіслані кілька тижнів тому. Це дало загалом 9655 підтверджених випадків хвороби і 334 смерті.[6]
- Італія повідомила про 431 смерть, кількість померлих зросла до 19899. Країна також повідомила про 156363 випадки хвороби, з яких 34211 одужали.[135]
- Малайзія повідомила про загалом 153 нових випадки хвороби, загальна кількість випадків зросла до 4683. Було повідомлено про ще 3 смерті, загальна кількість померлих зросла до 76.[136]
- Нідерланди повідомили про 1188 нових випадків хвороби, загальна кількість випадків зросла до 25587. Влада Нідерландів повідомила про 94 смерті, загальна кількість зросла до 2737.[135]
- Нова Зеландія повідомила про 18 нових випадків хвороби (14 підтверджених і 4 ймовірних), загальна кількість випадків зросла до 1330 (1049 підтверджених і 281 ймовірних). Органи охорони здоров'я також повідомили про 49 нових одужань, загальна кількість одужань зросла до 471.[137][138]
- Філіппіни повідомили про 50 нових смертей, кількість померлих зросла до 297. Влада також повідомила про 220 нових випадків хвороби, загальна кількість випадків зросла до 4648. 40 хворих одужали, внаслідок чого загальна кількість випадків досягла 197.
- Росія повідомила про 2186 нових випадків хвороби, загальна кількість випадків зросла до 17770. Російська влада повідомила про 23 смерті, загальна кількість померлих зросла до 130.[135]
- Сінгапур повідомив про 233 нові випадки хвороби, загальна кількість випадків зросла до 2532.[139]
- Сомалі повідомило про другу смерть: міністр юстиції штату Хіршабелле Халіф Мумін Тохоу.[135][140]
- ПАР повідомила про 145 нових випадків хвороби, загальна кількість випадків зросла до 2173.[135][140]
- Іспанія повідомила про 619 смертей, загальна кількість випадків зросла до 16972. Влада Іспанії повідомила про 166019 випадків хвороби загалом.
- Таїланд повідомив про 33 нових випадки хвороби, загальна кількість випадків зросла до 2551. Влада Таїланду повідомляє про 3 нові смерті, загальна кількість померлих зросла до 38.
- Туреччина повідомила про 4789 нових випадків хвороби, загальна кількість випадків зросла до 56956. Країна також повідомила про 1198 смертей і 3446 одужань.[135]
- В Україні повідомили про 266 нових випадків хвороби і 10 нових смертей, загальна кількість зросла до 2777 і 83 відповідно, 89 хворих одужали.[141]
- Велика Британія повідомила про 737 нових смертей, загальна кількість смертей зросла до 10612.
- У всьому світі було зареєстровано близько 1,7 мільйона випадків хвороби і понад 109 тисяч смертей.[135]

### 13 квітня
Ситуаційний звіт ВООЗ № 84:
- Африканські центри з контролю та профілактики захворювань повідомили про 1894 нові випадки хвороби, внаслідок чого загальна кількість випадків у Африці досягла 14744. Було зареєстровано 104 смерті, кількість померлих в Африці зросла до 793. Африканські центри з контролю та профілактики захворювань повідомили, що постраждали 52 з 55 африканських країн.[143]
- Австралія повідомила про 63 нові випадки хвороби, загальна кількість випадків зросла до 6366.[144]
- Бурунді повідомило про першу смерть і загалом 5 випадків хвороби.[143]
- Канада повідомила про 1297 нових випадків хвороби, загальна кількість випадків зросла до 25680, і загалом 734 смерті та 24804 випадки хвороби.[145][71]
- Китай повідомив про 108 нових випадків хвороби, причому більшість, крім 10, були завезеними випадками.
- Франція повідомила про 574 смерті, загальна кількість померлих зросла до 14967. У реанімації залишався 6821 хворий.
- Німеччина повідомила про 2537 нових випадків хвороби і 126 смертей, загальна кількість зросла до 123016 і 2799 відповідно.
- Індонезія повідомила про 316 нових випадків хвороби, загальна кількість випадків зросла до 4557. Влада Японії повідомила про 26 смертей, загальна кількість померлих зросла до 399.
- Іран повідомив про 111 нових смертей, внаслідок чого загальна кількість померлих зросла до 4585. Влада Ірану повідомила про 1617 випадків хвороби, загальна кількість випадків зросла до 73303. 3877 хворі залишалися в критичному стані, а 45983 одужали.[145]
- Ірландія підтвердила 527 нових випадків хвороби, повідомлених ірландськими лабораторіями, і ще 465 підтверджених випадків, повідомлених німецькими лабораторіями. Повідомлено про 31 смерть, у країні було загалом 10647 підтверджених випадків хвороби і 365 смертей.[6]
- Ізраїль повідомив про 11 смертей, кількість померлих зросла до 116. Ізраїльська влада повідомила про 11586 випадків хвороби загалом, у тому числі 183 у важкому стані та 132 на апаратах штучної вентиляції легень.[146]
- Малайзія повідомила про 134 нові випадки хвороби, загальна кількість випадків зросла до 4817. Влада Малайзії повідомила про одну нову смерть, кількість померлих зросла до 77. 168 хворих одужали, загальна кількість одужань зросла до 2276.[147][148]
- Нова Зеландія повідомила про 19 нових випадків хвороби (15 підтверджених і 4 ймовірних), загальна кількість випадків зросла до 1349 (1064 підтверджених і 285 імовірних). Органи охорони здоров'я також повідомили про 75 нових одужань, загальна кількість одужань зросла до 546. Влада Нової Зеландії також повідомила про нову смерть, кількість померлих зросла до 5.[149][150]
- Росія повідомила про 2258 нових випадків хвороби.[145]
- Сінгапур повідомив про 386 нових випадків хвороби, причому багато з них були зареєстровані в гуртожитках, унаслідок чого загальна кількість випадків досягла 2918. Підтверджено ще одну смерть, кількість померлих зросла до 9.[151]
- Південно-Африканська Республіка повідомила про 99 нових випадків хвороби, загальна кількість випадків досягла 2272. Влада ПАР повідомила про 2 смерті, кількість померлих зросла до 27.
- Південна Корея повідомила про 25 нових випадків хвороби.
- Іспанія повідомила про 517 смертей, кількість померлих зросла до 17489. Іспанська влада повідомила про 169496 випадків хвороби.
- Туреччина повідомила про 4093 нові випадки хвороби, включаючи 17 ув'язнених, загальна кількість випадків зросла до 61049. Турецька влада повідомила про 98 нових смертей, у тому числі 3 ув'язнених, загальна кількість смертей зросла до 1296. Загалом 3957 хворих одужали, проведено 34456 тестів.[145]
- В Україні повідомили про 325 нових випадків хвороби (найвища кількість за добу на той день) і 10 нових смертей, загальна кількість зросла до 3102 і 93 відповідно. Крім того, загалом 97 хворих одужали.[152]
- Велика Британія повідомила про 717 смертей, внаслідок чого кількість померлих досягла 11329. Органи охорони здоров'я країни повідомили про 4342 випадки хвороби, загальна кількість випадків зросла до 88621. Органи охорони здоров'я Сполученого Королівства провели 18 тисяч тестів за останню добу.[145]
- У Сполучених Штатах Америки «Associated Press» повідомило, що понад 3600 смертей були пов'язані зі спалахами коронавірусу в будинках пристарілих і закладах тривалого догляду.[153] У Нью-Йорку повідомили про 671 нову смерть, кількість померлих у штаті зросла до 10056.[145] Згідно з даними, оприлюдненими Університетом Джонса Гопкінса, у Сполучених Штатах було 23070 смертей, 572169 підтверджених випадків хвороби і 42324 одужання.[154]
- Згідно з даними Університету Джонса Гопкінса, у світі кількість випадків коронавірусної хвороби перевищила 1,9 мільйона, зареєстровано 118500 смертей і 500 тисяч одужань.[155][156] Університет Джонса Гопкінса пізніше переглянув свої цифри до 1,918 мільйона випадків.[144]

### 14 квітня
Ситуаційний звіт ВООЗ № 85:
- Канада повідомила про 1383 нові випадки хвороби, загальна кількість випадків зросла до 27063.[71]
- Станом на 13 квітня Китай підтвердив 89 нових випадків хвороби (86 з них завезені), загальна кількість випадків зросла до 82249. Про нові смерті не повідомлялося. З нових випадків 79 зареєстровано в провінції Хейлунцзян, яка межує з Росією.
- Франція повідомила про загальну кількість смертей у 15729 і 6370 хворих у відділенні інтенсивної терапії.
- Німеччина повідомила про 2082 нові випадки хвороби, загальна кількість випадків зросла до 125 098. Німеччина повідомила про 98 смертей.
- Іран повідомив про 98 смертей, кількість померлих зросла до 4683.[144]
- Ірландія підтвердила 548 нових випадків хвороби, про які повідомили ірландські лабораторії, і ще 284 нові випадки, повідомлені німецькими лабораторіями. Повідомлено про 11 нових смертей, загалом у країні було 11479 підтверджених випадків хвороби і 406 смертей.[6]
- Італія повідомила про 602 смерті, кількість померлих зросла до 21067. Італійська влада повідомила про 2972 нових випадки хвороби, загальна кількість зросла до 162488. 3186 хворих залишалися в реанімації, а 37130 одужали.[144]
- Малайзія повідомила про 170 нових випадків хвороби, загальна кількість випадків зросла до 2427. Влада Малайзії повідомила, що 202 хворі одужали, внаслідок чого загальна кількість одужань досягла 4987. Країна також повідомила про 5 смертей, кількість померлих зросла до 82.[158]
- Нідерланди повідомили про 868 нових випадків хвороби, загальна кількість випадків зросла до 27914. Влада Нідерландів повідомила про 122 смерті, кількість померлих зросла до 2945.[144]
- Нова Зеландія повідомила про 17 нових випадків хвороби (8 підтверджених і 9 імовірних), загальна кількість випадків зросла до 1366 (1072 підтверджених і 292 ймовірних). Органи охорони здоров'я Нової Зеландії також повідомили про 82 нових одужання, загальна кількість одужань зросла до 628. Нова Зеландія також повідомила про 4 нових смерті, кількість померлих зросла до 9.[159][160]
- Росія повідомила про 2774 нові випадки хвороби, загальна кількість випадків зросла до 21012. Російська влада повідомила про 22 смерті, загальна кількість померлих зросла до 170. Країна повідомила про 224 одужання, загальна кількість одужань зросла до 1694.[144]
- Сінгапур повідомив про 334 нових випадки хвороби, причому багато з них у гуртожитках, унаслідок чого загальна кількість випадків досягла 3252. Підтверджено ще одну смерть, унаслідок чого кількість померлих зросла до 10.[161]
- Південна Корея повідомила про 27 нових випадків хвороби.
- Іспанія повідомила про 567 смертей, загальна кількість зросла до 18056. Іспанська влада повідомила про 172541 випадок хвороби.
- Швеція повідомила про 1033 смерті та 11445 випадків хвороби.
- Тайвань не повідомив про нові випадки хвороби вперше за місяць. Влада Тайваню повідомила про 393 випадки хвороби загалом та 6 смертей.
- Туреччина повідомила про 4093 нові випадки хвороби, загальна кількість випадків зросла до 61049. Кількість померлих у країні зросла на 98 до 1296. За минулу добу одужали 3957 осіб, проведено 34456 тестувань.[144]
- В Україні повідомили про 270 нових випадків хвороби і 5 нових смертей, загальна кількість випадків зросла до 3372 і 98 відповідно. Загалом 119 хворих одужали.[162]
- Британська компанія будинків пристарілих «HC-One» повідомила про 311 смертей серед мешканців будинків у 232 закладах фірми.[144]
- У Сполучених Штатах Америки повідомили про 2228 смертей, внаслідок чого загальна кількість випадків перевищила 28300. У країні було зареєстровано понад 600 тисяч випадків хвороби.[163] Державний департамент США повідомив про першу смерть серед співробітників у своїй штаб-квартирі у Вашингтоні, кількість померлих серед його співробітників у всьому світі зросла до 5.
- Згідно з даними Університету Джонса Гопкінса, у всьому світі було зареєстровано близько 1,93 мільйона випадків хвороби, 120 тисяч смертей і 450 тисяч одужань.[144]

### 15 квітня
Ситуаційний звіт ВООЗ № 86:
- Канада повідомила про 1316 нових випадків хвороби, загальна кількість зросла до 28379 випадків і 903 смерті.[163][165]
- Франція повідомила про 1438 нових смертей (включно зі смертями в лікарнях і будинках догляду), кількість померлих зросла до 17167.[163]
- Індонезія повідомила про 297 нових випадків хвороби, загальна кількість випадків зросла до 5136. Органи охорони здоров'я Індонезії повідомили про 10 нових смертей, загальна кількість померлих зросла до 469. 446 хворих одужали, а понад 36 тисяч осіб пройшли тестування.[166]
- Іран повідомив про 94 нові смерті, загальна кількість випадків зросла до 4777.
- Італія повідомила про 578 смертей, кількість померлих зросла до 21645. У країні було зареєстровано 2667 нових випадків хвороби.
- Японія повідомила про 457 нових випадків хвороби.
- У Лівії загалом було зареєстровано 36 випадків хвороби та одна смерть.[163]
- Малайзія повідомила про 85 нових випадків хвороби, загальна кількість випадків зрослла до 5072. Органи охорони здоров'я Малайзії тповідомили про одужання 169 хворих, загальна кількість одужань зросла до 2647. Малайзія також повідомила про одну нову смерть, кількість померлих зросла до 83.[167]
- Мальдіви повідомили про перший випадок місцевої передачі вірусу. Раніше країна повідомляла про 20 випадків хвороби, які всі їздили за кордон.[163]
- Нова Зеландія повідомила про 20 нових випадків хвороби (6 підтверджених і 14 імовірних), загальна кількість випадків зросла до 1386 (1078 підтверджених і 306 імовірних). Органи охорони здоров'я Нової Зеландії також повідомили про 100 нових одужань, загальна кількість одужань зросла до 728.[168]
- Катар повідомив про 283 нові випадки хвороби, загальна кількість випадків зросла до 3711.[163]
- Сінгапур повідомив про 447 нових випадків хвороби, причому багато з них у гуртожитках, внаслідок чого загальна кількість випадків досягла 3699. Крім того, пізніше було підтверджено наявність COVID-19 у людини після її смерті, причому причина смерті не була пов'язана з ускладненнями COVID-19.[169]
- Іспанія повідомила про 523 нові смерті, кількість померлих зросла до 18579.
- Швейцарія повідомила про 973 смерті та 26336 випадків хвороби.
- Туреччина повідомила про 115 нових смертей, кількість померлих зросла до 1518. Країна повідомила про 4281 новий випадок хвороби, загальна кількість випадків зросла до 69392.[163]
- Україна повідомила про 392 нових випадки хвороби та 10 нових смертей, загальна кількість зросла до 3764 та 108 відповідно; загалом одужали 143 хворі.[170]
- Велика Британія повідомила про 761 нову смерть, кількість померлих зросла до 12868. Загалом 98476 хворі отримали позитивний результат тесту на коронавірус.
- За словами віцепрезидента США Майка Пенса, понад 3 мільйони осіб у США пройшли тестування на коронавірус. Пенс повідомив про 619 тисяч випадків хвороби, понад 27 тисяч смертей і 45 тисяч одужань.
- Університет Джонса Гопкінса повідомив, що кількість випадків коронавірусної хвороби та смертей у світі досягла 2000984 та 128011 відповідно.[163]

### 16 квітня
Ситуаційний звіт ВООЗ № 87:
- В Африці загалом було підтверджено 17247 випадків хвороби, 911 смертей і понад 3500 одужань.[172]
- Бонайре повідомив про перший випадок хвороби на острові.[173]
- Канада повідомила про 1727 нових випадків хвороби, загальна кількість випадків зросла до 30106.[71]
- Китай повідомив про 46 нових випадків хвороби (34 завезених і 12 з місцевою передачею вірусу). З 12 випадків місцевої передачі 3 зареєстровані у Пекіні, 5 у провінції Гуандун і 4 в провінції Хейлунцзян.
- Есватіні повідомило про першу смерть від коронавірусної хвороби. Всього в країні було зареєстровано 17 випадків хвороби.[172]
- Фіджі підтвердили 17-ий випадок хвороби в країні.[174]
- Франція повідомила про ще 753 смерті, загальна кількість померлих зросла до 17920. 6248 хворих залишалися в реанімації. Міністерство оборони Франції повідомило, що 668 французьких морських піхотинців заразилися коронавірусом.
- Німеччина повідомила про 2866 випадків хвороби, загальна кількість випадків зросла до 130450. Влада Німеччини повідомила про 315 смертей, кількість померлих зросла до 3569.
- Індонезія повідомила про 380 нових випадків хвороби, загальна кількість випадків зросла до 5516. Влада Індонезії повідомила про 27 смертей, кількість померлих зросла до 496. 548 хворих одужали, було проведено 11 тисяч тестів.
- Іран підтвердив 92 смерті, загальна кількість випадків зросла до 4869. Влада Ірану підтвердила 1606 нових випадків хвооби, загальна кількість випадків зросла до 77995, з яких 3594 перебували в критичному стані. 52229 хворих одужали.
- Італія повідомила про 525 смертей, кількість померлих зросла до 22170. Італійська влада також повідомила про 376 нових випадків хвороби, загальна кількість випадків зросла до 168941. 2936 хворих залишалися в реанімації, а 40164 хворих одужали.[172]
- Японія повідомила про загалом близько 9 тисяч випадків хвороби (включаючи 3 чиновників кабінету міністрів) та майже 200 смертей.[175]
- Малайзія повідомила про 110 нових випадків хвороби, загальна кількість випадків зросла до 5182. Влада Малайзії повідомила про одну смерть, внаслідок чого загальна кількість випадків досягла 84. 2766 хворих одужали, а 2332 все ще перебували на лікуванні.[176][177]
- Нідерланди повідомили про 1061 новий випадок хвороби, загальна кількість випадків зросла до 29214. Влада Нідерландів повідомила про 181 смерть, кількість померлих зросла до 3315.[172]
- Нова Зеландія повідомила про 15 нових випадків хвороби (6 підтверджених і 9 імовірних), загальна кількість випадків зросла до 1401. У лікарні залишалися 12 хворих, 3 в реанімації та 2 у важкому стані. 42 хворі одужали, внаслідок чого загальна кількість одужань досягла 770.[178]
- Філіппіни повідомили про 13 нових смертей, загальна кількість випадків зросла до 362. Країна повідомила про 207 випадків зараження, загальна кількість випадків зросла до 5660. 82 хворі одужали, внаслідок чого загальна кількість одужань досягла 435.
- Росія повідомила про 3448 випадків хвороби, загальна кількість випадків зросла до 27938. 34 хворі померли, внаслідок чого кількість померлих досягла 232.[172]
- Сінгапур повідомив про 728 нових випадків хвороби, причому багато з них у гуртожитках, внаслідок чого загальна кількість випадків досягла 4427.[179]
- У Словаччині повідомили про 114 нових випадків хвороби та 2 нові смерті, загальна кількість випадків зросла до 977.[180]
- Південна Корея повідомила про 229 смертей і 10613 випадків хвороби.
- Іспанія повідомила про 551 нову смерть, а кількість померлих досягла 19130. У країні загалом було зареєстровано 182816 випадків хвороби.
- Таїланд повідомив про 29 нових випадків хвороби, загальна кількість випадків зросла до 2672. Влада Таїланду повідомила про 3 нових смерті, загальна кількість випадків зросла до 46.
- Східний Тимор повідомив про ще 10 випадків хвороби, загальна кількість випадків зросла до 18.
- У Туреччині повідомили про 125 смертей, кількість померлих у країні зросла до 1643. Було зареєстровано 4801 новий випадок хвороби, загальна кількість випадків зросла до 74193. 7089 хворих одужали, 1854 хворі залишалися в реанімації.[172]
- Україна повідомила про 397 нових випадків хвороби і 8 нових смертей, загальна кількість зросла до 4161 і 116 відповідно; загалом одужали 186 хворих.[181]
- Велика Британія повідомила про 861 нову смерть, загальна кількість померлих зросла до 13729. Понад 100 тисяч осіб отримали позитивний результат тесту на коронавірус.
- Сполучені Штати Америки повідомили про 31002 смерті від коронавірусної хвороби; найвищий показник у світі.
- Європейський регіональний директор Всесвітньої організації охорони здоров'я Ганс Клюге повідомив про понад 1 мільйон випадків хвороби та 84 тисячі смертей у Європі.[172]

### 17 квітня
Ситуаційний звіт ВООЗ № 88:
- Канада повідомила про 1821 новий випадок хвороби, загальна кількість випадків зросла до 31927.[71]
- Китай повідомив про 26 нових випадків хвороби, 15 з яких завезені.[175] Ухань також збільшив офіційну кількість смертей від коронавірусу на 50 % з 1290 до 3869; місцеві органи влади посилалися на неправильне звітування, затримки та пропуски. Таким чином, кількість померлих у країні досягла щонайменше 4642.[183][175][184][185]
- Франція повідомила про 761 нову смерть, загальна кількість випадків зросла до 18681. Уряд Франції також підтвердив, що 1081 член екіпажу французького авіаносця Charles De Gaulle отримали позитивний результат тесту на коронавірус. У 524 моряків також виявили симптоми хвороби, 24 залишаються в лікарнях.
- Італія повідомила про 575 смертей, кількість померлих зросла до 22745. Країна повідомила про 3493 нових випадки хвороби, загальна кількість випадків зросла до 172434.[175]
- Малайзія повідомила про 69 нових випадків хвороби, загальна кількість випадків зросла до 5251. 2967 хворих одужали, 2198 хворих перебували на лікуванні в лікувальних закладах країни. Малайзія також повідомила про 2 нові смерті, кількість померлих зросла до 86.[186]
- Нідерланди повідомили про 1235 нових випадків хвороби, загальна кількість випадків зросла до 30449. Країна повідомила про 144 смерті, кількість померлих зросла до 3459.[175]
- Нова Зеландія повідомила про 8 нових випадків (2 підтверджених і 6 ймовірних), загальна кількість випадків зросла до 1409 (1080 підтверджених і 307 ймовірних). Органи охорони здоров'я Нової Зеландії повідомили про 46 одужань, загальна кількість одужань зросла до 816. Крім того, влада Нової Зеландії підтвердила 2 смерті, загальна кількість випадків зросла до 11.[187][188]
- Пакистан повідомив про 135 смертей і 7025 випадків хвороби.
- Філіппіни повідомили про загалом 5878 випадків хвороби і 387 смертей.
- Катар повідомив про 560 нових випадків хвороби, загальна кількість випадків зросла до 4663. Країна того ж дня також повідомила про 49 одужань.
- Росія повідомила про 4069 нових випадків хвороби, загальна кількість випадків зросла до 32007. Росія також повідомила про 41 смерть, загальна кількість померлих зросла до 273.[175]
- Сінгапур повідомив про 623 нові випадки хвороби, причому багато з них у гуртожитках, внаслідок чого загальна кількість випадків досягла 5050.[189] Пізніше було підтверджено ще одну смерть, загальна кількість випадків зросла до 11.[190]
- Південна Корея повідомила про 22 нових випадки хвороби, загальна кількість випадків зросла до 10635. У країні повідомили про 230 смертей.
- Іспанія повідомила про понад 20 тисяч смертей і 188068 випадків хвороби.
- У північно-східному регіоні Сирії, який контролювався курдами, повідомили про першу смерть від коронавірусної хвороби.
- Туреччина повідомила про 4353 випадки хвороби, загальна кількість випадків зросла до 78546. Країна повідомила про загалом 1769 смертей і 8631 одужань.[175]
- Україна повідомила про рекордну кількість нових випадків хвороби: 501 новий випадок, загальна кількість випадків зросла до 4662. Крім того, повідомлено про 9 смертей, загальна кількість смертей зросла до 125, а також загалом 246 хворих одужали.[191]
- Об'єднані Арабські Емірати повідомили про 5825 випадків хвороби та 35 смертей.
- Велика Британія повідомила про 14576 смертей і 108692 випадки хвороби.
- За даними Університету Джонса Гопкінса, кількість смертей від коронавірусної хвороби в усьому світі досягла 150 тисяч.[175]

### 18 квітня
Ситуаційний звіт ВООЗ № 89:
- Алжир повідомив про 364 смерті та 2418 випадків хвороби.
- Австралія повідомила про 3 нові смерті, загальна кількість смертей зросла до 68. Австралійська влада повідомила про 36 нових випадків хвороби, загальна кількість випадків зросла до 6533.
- Бангладеш повідомив про загалом 2144 випадки хвороби та 84 смерті.
- Бразилія повідомила про 2917 нових випадків хвороби, загальна кількість випадків зросла до 36599. Бразилія повідомила про 206 смертей, загальна кількість померлих зросла до 2347.[193]
- Канада повідомила про 1455 нових випадків хвороби, загальна кількість випадків зросла до 33382.[71]
- Китай повідомив про 27 нових випадків хвороби, 20 з яких зареєстровані з провінції Хейлунцзян, внаслідок чого загальна кількість випадків сягнула 82719. Китай повідомив про 77029 одужань. Китай також переглянув кількість померлих до 4632 на основі нових даних з Уханя.
- Хорватія повідомила про 18 нових випадків хвороби, загальна кількість випадків зросла до 1832. Країна також повідомила про 39 смертей.
- Єгипет повідомив про 188 нових випадків хвороби, загальна кількість випадків зросла до 3032. Країна також повідомила про 19 нових смертей, загальна кількість смертей зросла до 224.[193]
- За даними Agence France-Presse, у Європі було зареєстровано 100510 смертей, що становить майже дві третини від 157163 смертей у всьому світі.[194]
- Франція повідомила про 642 смерті, кількість померлих зросла до 19323. 5833 хворі залишалися в реанімації.
- Німеччина повідомила про 3609 випадків хвороби, загальна кількість випадків зросла до 137439. Німеччина повідомила про 242 нові смерті, загальна кількість померлих зросла до 4110.
- Індонезія повідомила про 325 нових випадків хвороби, загальна кількість випадків зросла до 6248. Органи охорони здоров'я Індонезії повідомили про 15 нових смертей, загальна кількість померлих зросла до 535. Однак Асоціація лікарів Індонезії стверджувала, що ця цифра вища, посилаючись на те, що офіційні дані не включають смерті хворих, у яких зареєстрована підозра на коронавірус, а результати тестів все ще очікувалися.>
- Іран повідомив про 73 смерті, загальна кількість померлих зросла до 5031. Іран повідомив про загалом 80868 випадків хвороби.
- Японія повідомила про понад 200 смертей і 10 тисяч заражень. Токіо повідомило про 181 новий випадок хвороби.[193]
- У Малайзії повідомили про 54 нових випадки хвороби, загальна кількість випадків зросла до 5305. Органи охорони здоров'я Малайзії повідомили про одужання 135 хворих, загальна кількість одужань зросла до 3102. Малайзія також повідомила про 2 нові смерті, внаслідок чого кількість померлих досягла 88.[195]
- Мексика повідомила про 578 нових випадків хвороби, загальна кількість випадків зросла до 6875. Мексика повідомила про 60 нових смертей, загальна кількість померлих зросла до 546.
- Марокко повідомило про 2670 випадків хвороби, 137 смертей і 298 одужань.
- Непал повідомив про 30 випадків хвороби.
- Нідерланди повідомили про 1140 нових випадків хвороби, загальна кількість випадків зросла до 31589. Влада Нідерландів повідомила про 142 нових смерті, кількість померлих зросла до 3601.[193]
- Нова Зеландія повідомила про 13 нових випадків хвороби (8 підтверджених і 5 імовірних), загальна кількість випадків зросла до 1422 (1094 підтверджених і 328 імовірних). Крім того, органи охорони здоров'я Нової Зеландії повідомили про 51 нове одужання, загальна кількість одужань зросла до 867.[196][197]
- Палестинські офіційні особи повідомили про першу смерть палестинця у Східному Єрусалимі.
- Філіппіни повідомили про 10 нових смертей, кількість померлих зросла до 397. Органи охорони здоров'я Філіппін підтвердили 209 нових випадків хвороби, загальна кількість випадків зросла до 6087. Філіппіни повідомили про 29 одужань, загальна кількість одужань зросла до 516.
- Росія повідомила про 40 нових смертей, кількість померлих зросла до 313. Росія також повідомила про 4785 нових випадків хвороби, загальна кількість випадків зросла до 36793. Москва повідомила про 2649 нових випадків хвороби і 21 нову смерть.[193]
- Сінгапур повідомив про 942 нових випадки хвороби (в основному іноземні працівники), загальна кількість випадків зросла до 5992.[198] Крім того, померла особа, хвора на COVID-19, причиною смерті став серцевий напад.[199]
- Південна Корея підтвердила загалом 10653 випадки хвороби та 232 смерті.
- Іспанія повідомила про 191726 випадків хвороби та 20043 смерті.
- Швейцарія повідомила про 1111 смертей і 27404 випадки хвороби.
- У Таїланді повідомили про 33 нові смерті, загальна кількість випадків зросла до 2733. Влада Таїланду повідомила про 1787 одужань і 47 смертей.
- Туреччина повідомила про 3783 нові випадки хвороби, загальна кількість випадків зросла до 82239. 121 хворий помер, кількість померлих досягла 1890. Туреччина повідомила про 1822 одужання та 40520 проведених тестів на коронавірус.[193]
- Україна повідомила про 444 нові випадки хвороби та 8 нових смертей, загальна кількість зросла до 5106 та 133 відповідно; загалом одужали 275 хворих.[200]
- Велика Британія повідомила про 888 смертей у лікарнях, кількість померлих зросла до 15464. Влада країни повідомила про проведення 357023 тестувань, 114217 з яких виявилися позитивними.
- У США кількість померлих перевищила 31 тисячу. Влада штату Нью-Йорк повідомила про 540 смертей і понад 2 тисячі госпіталізованих за останні 24 години.
- За даними Університету Джонса Гопкінса, кількість смертей від коронавірусу в усьому світі досягла 150 тисяч.[193]

### 19 квітня
Ситуаційний звіт ВООЗ № 90:
- Африканські центри з контролю та профілактики захворювань повідомили про 55 нових смертей, кількість померлих зросла до 1080. На континенті повідомили про 1047 нових випадків хвороби, внаслідок чого загальна кількість інфікованих досягла 21317.[202]
- Канада повідомила про загалом 1506 смертей і 1673 нові випадки хвороби, загальна кількість випадків зросла до 35055.[71]
- У Чилі повідомили про понад 10 тисяч випадків хвороби та 133 смерті.
- Китай повідомив про 16 нових випадків хвороби (включаючи 9 завезених випадків), загальна кількість випадків зросла до 82735.
- Франція повідомила про 395 смертей, кількість померлих зросла до 19718. 5744 хворих залишалися в реанімації.
- Німеччина повідомила про 2458 нових випадків хвороби, загальна кількість випадків зросла до 139897. Німеччина також повідомила про 184 нові смерті, загальна кількість померлих зросла до 4294.
- Гвінея повідомила про 518 випадків хвороби і 5 смертей. Серед померлих були кілька високопоставлених урядовців, включаючи генерального секретаря правлячої партії Секу Курума.
- Гондурас повідомив про 472 випадки хвороби та 46 смертей.
- Індонезія повідомила про 327 нових випадків хвороби, загальна кількість випадків зросла до 6575. Органи охорони здоров'я Індонезії також повідомили про 47 нових смертей, внаслідок чого загальна кількість померлих досягла 582.
- Ізраїль повідомив про 97 нових випадків хвороби, загальна кількість випадків зросла до 13362, 156 з яких перебували в критичному стані. Ізраїль також повідомив про 7 смертей, кількість померлих зросла до 171.
- Італія повідомила про 433 нових смерті та 3047 нових випадків хвороби.
- Японія повідомила про 568 нових випадків хвороби, загальна кількість випадків зросла до 10361. У поєднанні з 712 випадками, зареєстрованими на круїзному лайнері поблизу Токіо, загальна кількість випадків зросла до 11073. Японія також повідомила про 174 смерті.[202]
- У Малайзії повідомили про 84 нових випадки хвороби, загальна кількість випадків зросла до 5389. Органи охорони здоров'я Малайзії також повідомили про 95 одужань, загальна кількість одужань зросла до 3197. Малайзія також повідомила про одну нову смерть, кількість померлих зросла до 89.[203]
- Мексика повідомила про 7947 випадків хвороби та 650 смертей.
- Нідерланди повідомили про 1066 нових випадків хвороби, загальна кількість випадків зросла до 32655. Влада Нідерландів також підтвердила 83 смерті, кількість померлих зросла до 3684.[202]
- Нова Зеландія повідомила про 9 нових випадків хвороби (4 підтверджених і 5 імовірних), загальна кількість випадків зросла до 1431 (1098 підтверджених і 333 ймовірних). Органи охорони здоров'я також повідомили про 45 нових одужань, загальну кількість до 912 осіб. Крім того, органи влади підтвердили одну смерть від коронавірусу під час розтину, загальна кількість смертей зросла до 12.[204][205] Органи охорони здоров'я також підтвердили, що 3 хлопчики захворіли на коронавірус.[206]
- Пакистан повідомив про 514 нових випадків хвороби, загальна кількість випадків зросла до 7993. Влада Пакистану повідомила про 16 нових смертей, кількість померлих зросла до 159.
- Панама повідомила про 4273 випадки хвороби та 120 смертей.
- Перу повідомило про загалом 15628 випадків хвороби і 400 смертей.
- Філіппіни повідомили про 172 нових випадки хвороби, загальна кількість випадків зросла до 6259. Країна також повідомила про 12 нових смертей, загальна кількість смертей зросла до 409. 56 хворих одужали, загальна кількість одужань зросла до 572.
- Польща повідомила про 545 нових випадків хвороби, загальна кількість випадків зросла до 9287.
- Катар повідомив про 440 нових випадків хвороби, загальна кількість випадків зросла до 4922. На той день у країні було зареєстровано 8 смертей.
- Росія повідомила про 6060 нових випадків хвороби, загальна кількість випадків зросла до 42853. Росія також повідомила про 48 смертей, кількість померлих зросла до 361.
- Руанда повідомила про 44 випадки хвороби.[202]
- Сінгапур повідомив про 596 нових випадків хвороби, загальна кількість випадків зросла до 6588. Окрім 25 громадян та постійних мешканців хвороби, більшість випадків зареєстровані в гуртожитках для іноземних працівників.[207]
- Південна Корея повідомила про 15 нових випадків хвороби, загальна кількість випадків зросла до 10661. Зареєстровано також загалом 234 смерті.
- Іспанія повідомила про 410 нових смертей, загальна кількість померлих зросла до 20453. Іспанія повідомила про 195944 випадки хвороби загалом.
- Тайвань повідомив про 22 нові випадки хвороби, загальна кількість випадків зросла до 420. 21 з нових випадків інфікування були моряки ВМС Китайської Республіки, які брали участь у місії доброї волі на Палау. Тайвань повідомив про 6 померлих.[202]
- Україна повідомила про 343 нові випадки хвороби та 8 нових смертей, загальна кількість зросла до 5449 та 141 відповідно; загалом одужали 347 хворих.[208]
- Велика Британія повідомила про 596 смертей у лікарнях, кількість померлих зросла до 16060.
- Сполучені Штати Америки повідомили про 2009 нових випадків хвороби, загальна кількість випадків зросла до 735336. У США загалом повідомили про 40585 смертей, причому майже половина з них — у штаті Нью-Йорк.
- У Зімбабве загалом повідомили про 3 смерті та 25 випадків хвороби.
- Згідно з даними Університету Джонса Гопкінса, понад 2,3 мільйона осіб у всьому світі були інфіковані, а понад 164 тисячі хворих померли.[202]

### 20 квітня
Ситуаційний звіт ВООЗ № 91:
- Канада повідомила про загалом 1611 смертей і 1775 нових випадків хвороби, загальна кількість випадків зросла до 36830.[210][165]
- Китай повідомив про 12 нових випадків хвороби (8 із них завезені) та 49 нових безсимптомних випадків, проте смертей не було зареєстровано.
- Еквадор повідомив про понад 10 тисяч випадків хвороби.[210]
- Фіджі підтвердили 18-ий випадок хвороби в країні.[211] Крім того, 3 хворих одужали та були виписані з лікарні.[212]
- Франція повідомила про 20265 смертей.
- Німеччина повідомила про 1775 нових випадків хвороби, загальна кількість випадків зросла до 141672. Німеччина також повідомила про 110 нових смертей.
- Гана підтвердила загалом 834 випадки хвороби та 9 смертей.
- Індонезія повідомила про 85 нових випадків хвороби, загальна кількість випадків зросла до 6070. Індонезія повідомила про 8 нових смертей, кількість померлих зросла до 590. 747 хворих одужали, було проведено 49700 тестів на коронавірус.
- Іран повідомив про 91 нову смерть, кількість померлих зросла до 5209. Іран повідомив про 83505 випадків хвороби загалом.
- Італія повідомила, що 108237 хворих лікуються вдома або одужують у лікарні, що на 20 менше від загальної кількості, зареєстрованої в неділю.[210]
- Малайзія повідомила про 36 нових випадків хвороби, внаслідок чого загальна кількість випадків у країні досягла 5425. Влада Малайзії повідомила про одужання 98 хворих, загальна кількість одужань зросла до 3295. Малайзія не повідомила про нові смерті.[213]
- Нідерланди повідомили про 750 нових випадків хвороби, загальна кількість випадків зросла до 33405. Органи охорони здоров'я Нідерландів також повідомили про 67 нових смертей, внаслідок чого кількість померлих досягла 3751.[210]
- Нова Зеландія повідомила про 9 нових випадків хвороби (7 підтверджених і 2 ймовірних), загальна кількість випадків зросла до 1440 (1105 підтверджених і 335 імовірних). Органи охорони здоров'я Нової Зеландії повідомили про 62 одужання, загальна кількість випадків зросла до 974. 14 хворих залишалися в лікарнях.[214]
- Філіппіни підтвердили 19 нових смертей, загальна кількість померлих зросла до 428. Серед померлих — колишній сенатор і міністр уряду Хехерсон Альварес. Філіппіни також підтвердили 200 нових випадків хвороби, загальна кількість випадків зросла до 6459. 41 хворий одужав, загальна кількість одужань досягла 613.
- У Росії підтверджено 4268 нових випадків хвороби, загальна кількість випадків досягла 47121. Повідомлено про 44 нові смерті.[210]
- Сінгапур повідомив про 1426 нових випадків хвороби, загальна кількість випадків зросла до 8014.[215]
- Південна Корея повідомила про 20 нових випадків хвороби (13 завезених), загальна кількість випадків зросла до 10764.
- Іспанія підтвердила загалом 200210 випадків хвороби та 20852 смерті.
- Швейцарія повідомила про 204 нових випадки хвороби, загальна кількість випадків зросла до 27944. Країна також повідомила про 1142 смерті.
- Таїланд повідомив про 27 нових випадків хвороби, загальна кількість одужань зросла до 2792. Таїланд також повідомив про 47 смертей і 1999 одужань.
- Туреччина повідомила про 4674 випадки хвороби, загальна кількість випадків зросла до 90980. Туреччина також повідомила про 123 смерті, кількість померлих зросла до 2140. Одужали 13430 хворих, проведено 39703 тестувань на коронавірус.[210]
- Україна повідомила про 261 новий випадок хвороби і 10 нових смертей, загальна кількість зросла до 5710 і 151 відповідно; загалом одужали 359 хворих.[216]

### 21 квітня
Ситуаційний звіт ВООЗ № 92:
- Канада повідомила про 1591 новий випадок хвороби, загальна кількість зросла до 38421 випадків і 1728 смертей.[218][71]
- Китай повідомив про 11 нових випадків хвороби і 37 безсимптомних випадків, але нових смертей не було зареєстровано.
- Індонезія повідомила про 375 нових випадків хвороби, загальна кількість випадків зросла до 7135. Органи охорони здоров'я Індонезії також повідомили про 26 нових смертей, внаслідок чого кількість померлих досягла 616.
- Італія повідомила про 534 нових смерті, кількість померлих зросла до 24648. Італія повідомила про понад 180 тисяч випадків хвороби і майже 49 тисяч одужань.[218]
- У Японії член екіпажу круїзного лайнера Costa Atlantica в Нагасакі отримав позитивний тест на коронавірус. У близько 20 інших членів екіпажу також спостерігалось підвищення температури тіла.[219]
- Ліван повідомив про 677 випадків хвороби та 21 смерть.[218]
- Малайзія повідомила про 57 нових випадків хвороби, загальна кількість випадків зросла до 5482. Ще 54 хворі одужали, кількість одужань досягла 3349. Малайзія повідомила про ще 3 смерті, внаслідок чого кількість померлих зросла до 92.[220]
- У Марокко 68 осіб отримали позитивний результат тесту на коронавірус у південному місті Варзазат.
- Нідерланди повідомили про 729 нових випадків хвороби, загальна кількість випадків зросла до 34134. Органи охорони здоров'я Нідерландів повідомили про 165 смертей, кількість померлих зросла до 3916.[218]
- Нова Зеландія повідомила про 5 нових випадків хвороби (2 підтверджених і 3 ймовірних), загальна кількість випадків зросла до 1445 (1107 підтверджених і 338 імовірних). Влада Нової Зеландії також повідомила про 32 нових одужання, загальна кількість одужань зросла до 1006. Країна також повідомила про нову смерть, кількість померлих зросла до 13.[221][222] Крім того, мандрівник з Нової Зеландії помер у Перу після того, як пропустив репатріаційний рейс, однак він не був включений у цифри міністерства охорони здоров'я.[223]
- Пакистан підтвердив 17 нових смертей, кількість померлих зросла до 192. Пакистан також підтвердив 705 нових випадків хвороби, загальна кількість випадків зросла до 9214.
- Філіппіни повідомили про 9 нових смертей, загальна кількість померлих зросла до 437. Філіппіни повідомили про 140 нових випадків хвороби, загальна кількість випадків зросла до 6599.[218]
- Сінгапур повідомив про 1111 нових випадків хвороби, загальна кількість випадків зросла до 9125.[224]
- Іспанія повідомила про 430 нових смертей, кількість померлих зросла до 21282. Іспанія повідомила про майже 4 тисячі нових випадків хвороби, загальна кількість заражень зросла до 204178.
- Туреччина повідомила про 4611 нових випадків хвороби, загальна кількість випадків зросла до 95591. Туреччина повідомила про 119 нових смертей, кількість померлих зросла до 2259.[218]
- Україна повідомила про 415 нових випадків хвороби і 10 нових смертей, загальна кількість зросла до 6125 і 161 відповідно; загалом одужали 367 хворих.[225]
- Сполучені Штати Америки повідомили про 2721 нову смерть і понад 40 тисяч нових випадків хвороби.[226]

### 22 квітня
Ситуаційний звіт ВООЗ № 93:
- Болгарія повідомила про загалом 1015 випадків хвороби, 47 смертей і 174 одужання.[228]
- Канада повідомила про загалом 1871 смерть і 1769 нових випадків хвороби, загальна кількість випадків зросла до 40190.[226][71]
- Китай повідомив про 30 нових випадків хвороби (23 зарестровані в осіб, які повернулися з-за кордону) і 42 безсимптомних випадки.[226]
- Індонезія повідомила про 283 нові випадки хвороби, загальна кількість випадків зросла до 7418. Індонезія також повідомила про 19 смертей, кількість померлих зросла до 635. Індонезія повідомила про загалом 913 одужань.[229]
- В Ірані повідомили про 94 нові смерті, кількість померлих зросла до 5391. Загалом в Ірані було зареєстровано 85996 випадків хвороби.[230]
- Італія повідомила про 437 нових смертей, кількість померлих зросла до 25085. Італійська влада повідомила про 3370 нових випадків хвороби, загальна кількість випадків зросла до 187327.[226]
- У Японії міська влада Нагасакі підтвердила 33 нові випадки хвороби на борту італійського круїзного лайнера Costa Atlantica на основі відстеження контактів із зараженим членом екіпажу, загальна кількість випадків на борту корабля зросла до 34. Costa Atlantica стояв на верфі Нагасакі з лютого.[231] У 8 немовлят і дітей в інтернатному закладі в Токіо підтвердився позитивний результат тесту на коронавірус
- Йорданія повідомила про загалом 435 випадків хвороби, 297 одужань та 7 смертей.
- Ліван повідомив про смерть сирійського палестинця в таборі біженців Вавель у східній долині Бекаа.[226]
- Малайзія повідомила про 50 нових випадків хвороби, загальна кількість випадків зросла до 5532. Органи охорони здоров'я Малайзії повідомили про одужання 103 хворих, загальна кількість видужань зросла до 3452. Малайзія повідомила про одну смерть, кількість померлих зросла до 93.[232]
- Нідерланди підтвердили 708 нових випадків хвороби, загальна кількість випадків зросла до 34842. Органи охорони здоров'я Нідерландів підтвердили 138 нових смертей, кількість померлих зросла до 4054.[226]
- Нова Зеландія повідомила про 6 нових випадків, загальна кількість випадків зросла до 1451 (1113 підтверджених і 338 імовірних). Крім того, зареєстровано 30 нових одужань, загальна кількість одужань зросла до 1036. Влада також повідомила про ще одну смерть, внаслідок чого кількість померлих зросла до 14.[233][234]
- На Філіппінах повідомили про 111 нових випадків хвороби, загальна кількість випадків досягла 6710. Філіппіни повідомили про 9 нових смертей, загальна кількість померлих зросла до 446. 39 хворих одужали, загальну кількість одужань зросла до 693.
- Катар повідомив про 608 нових випадків хвороби, загальна кількість випадків зросла до 7141. Органи охорони здоров'я Катару підтвердили 75 одужань та одну нову смерть.
- Росія повідомила про 5236 нових випадків хвороби, загальна кількість випадків зросла до 57999. Росія повідомила про 53 нові смерті, кількість померлих зросла до 513.[226]
- Сінгапур повідомив про 1016 нових випадків хвороби, загальна кількість випадків зросла до 10141. Пізніше було підтверджено ще одну смерть, внаслідок чого кількість померлих зросла до 12.[235]
- Південна Корея повідомила про 11 нових випадків хвороби (6 були пов'язані з поїздками за кордон).
- Іспанія повідомила про 435 смертей, загальна кількість померлих зросла до 21717. Міністерство охорони здоров'я Іспанії повідомило про 4211 нових випадків хвороби, загальна кількість випадків зросла до 208389.
- Швейцарія повідомила про 1217 смертей і 28268 випадків хвороби.
- Туреччина повідомила про 3083 нові випадки хвороби, загальна кількість випадків зросла до 98674. Країна повідомила про 117 нових смертей, загальна кількість випадків зросла до 2376; одужали 16477 хворих, проведено 37535 тестів на коронавірус.
- Загалом в Україні було зареєстровано 6592 випадки хвороби, 174 смерті та 424 одужання.
- Велика Британія підтвердила 763 нові смерті, кількість померлих зросла до 18100. Кількість випадків хвороби сягнула 133495. Міністр закордонних справ країни Домінік Рааб також підтвердив смерть 69 співробітників Національної служби охорони здоров'я внаслідок пандемії коронавірусної хвороби.
- Сполучені Штати Америки повідомили про 1738 нових смертей, внаслідок чого кількість померлих досягла 46583. Органи охорони здоров'я Каліфорнії також підтвердили, що двоє людей у штаті померли від коронавірусу до того, як США повідомили про першу смерть наприкінці лютого 2020 року.
- За даними Університету Джонса Гопкінса, понад 2,5 мільйона осіб у всьому світі заразилися коронавірусом і щонайменше 178 тисчя померли.[226]

### 23 квітня
Ситуаційний звіт ВООЗ № 94:
- Канада повідомила про 1920 нових випадків хвороби, загальна кількість випадків зросла до 42110.[71]
- Китай повідомив про 10 нових випадків хвороби, загальна кількість випадків зросла до 82798. Про нові смерті не повідомлялося.
- Франція повідомила про 516 нових смертей, загальна кількість померлих зросла до 21856.
- Італія повідомила про 464 нові випадки хвороби, загальна кількість випадків зросла до 189973. Країна повідомила про загалом 25549 смертей.[237]
- Японія повідомила про 14 нових випадків на борту італійського круїзного лайнера Costa Atlantica, внаслідок чого загальна кількість інфікованих на борту судна досягла 48. На борту Costa Atlantica знаходились 623 пасажири.[238][237]
- Малайзія повідомила про 71 новий випадок хвороби, загальна кількість випадків зросла до 5603, 3542 хворих одужали. Малайзія також повідомила про 2 нові смерті, внаслідок чого кількість померлих досягла 95.[239]
- Нова Зеландія повідомила про 3 нові випадки хвороби (2 підтверджені і один імовірний). 3 попередні випадки також було скасовано, загальна кількість випадків залишилася на рівні 1451. Крім того, влада Нової Зеландії повідомила про 29 нових одужань, загальна кількість одужань зросла до 1065. Повідомлено про ще 2 смерті, кількість померлих зросла до 16.[240]
- Пакистан повідомив про 765 нових випадків хвороби, загальна кількість випадків зросла до 10513.[237]
- Сінгапур повідомив про 1037 нових випадків хвороби, загальна кількість випадків зросла до 11178.[241] Крім того, пацієнта з COVID-19 знайшли мертвим на сходовому майданчику[242], смерть була спричинена падінням з висоти.[243]
- Іспанія повідомила про 440 нових смертей, кількість померлих зросла до 22157. Загальна кількість випадків хвороби зросла до 213024.
- Туреччина повідомила про 115 нових смертей, загальна кількість випадків зросла до 2941. У країні загалом було зареєстровано 101790 випадків хвороби.[237]
- Україна повідомила про 578 нових випадків хвороби і 13 нових смертей, загальна кількість зросла до 7170 і 187 відповідно, також загалом 504 хворі одужали.[244]
- Велика Британія повідомила про 616 смертей у лікарнях, кількість померлих зросла до 18738. 16786 із цих смертей сталися в Англії, де також повідомили про 514 нових смертей. Органи охорони здоров'я Сполученого Королівства також провели 425821 тестувань на коронавірус, з них 138078 дали позитивний результат.
- У Сполучених Штатах Америки в штаті Каліфорнія за минулу добу повідомили про 115 смертей.
- Венесуела повідомила про 311 випадків хвороби та 10 смертей.[237]
- Африканські центри з контролю та профілактики захворювань повідомили про 26 тисяч випадків хвороби на всьому континенті порівняно з 16 тисячами тиждень тому. Близько 1200 хворих померли. Було проведено менш ніж 500 тисяч тестів, приблизно 325 на мільйон населення. Висловлено стурбованість тим, що слабкі системи охорони здоров'я на континенті незабаром можуть бути перевантажені.[245]

### 24 квітня
Ситуаційний звіт ВООЗ № 95:
- Бангладеш повідомив про загалом 3772 випадки хвороби та 120 смертей. Фонд лікарів Бангладеш також підтверив, що у 251 лікаря підтвердився позитивний результат тесту на коронавірус.[247]
- У Білорусі загалом було підтверджено 8773 випадки хвороби.[248]
- Канада повідомила про 1778 нових випадків хвороби, загальна кількість випадків зросла до 43888.[71]
- Китай повідомив про 6 нових випадків хвороби (2 пов'язані з поїздками за кордон), в результаті чого загальна кількість випадків зросла до 82804.
- У Джибуті загалом зареєстровано 985 випадків хвороби та 2 смерті.
- Франція повідомила про 389 нових смертей, загальна кількість смертей до 22245.
- Протягом останніх 2 тижнів у Гонконзі не повідомлялося про нові випадки хвороби та смерті. За даними органів охорони здоров'я, загальна кількість випадків хвороби становила 1036.
- Індія повідомила про 1680 нових випадків хвороби (включаючи 778 у штаті Махараштра), загальна кількість випадків зросла до 22930.
- В Індонезії повідомили про 436 нових випадків хвороби, загальна кількість випадків досягла 8211. 42 хворі померли, внаслідок чого кількість померлих досягла 689.
- Іран повідомив про 93 нові смерті, кількість померлих зросла до 5574 осіб. У країні загалом було зареєстровано 88194 випадки хвороби, з них 3121 у важкому стані.[247]
- У Японії влада міста Нагасакі повідомила, що 91 член екіпажу італійського круїзного лайнера Costa Atlantica отримав позитивний тест на коронавірус. Влада Нагасакі мала намір провести тестування 260 з 623 членів екіпажу. Уряд Японії повідомив, що ті, у кого тест буде негативним, будуть репатрійовані на батьківщину.[249]
- Ліван повідомив про 696 випадків хвороби та 22 смерті.[247]
- Малайзія повідомила про 88 нових випадків хвороби, загальнау кількість випадків зросла до 5691. Влада Малайзії також повідомила про 121 нове одужання, загальна кількість одужань зросла до 3663. Малайзія також повідомила про одну нову смерть, кількість померлих зросла до 96.[250]
- Нідерланди повідомили про 806 нових випадків хвороби, загальна кількість випадків зросла до 36535. Країна повідомила про 112 нових смертей, кількість померлих зросла до 4289.[247]
- Нова Зеландія повідомила про 5 нових випадків хвороби (2 підтверджених і 3 ймовірних), загальна кількість випадків зросла до 1456 (1114 підтверджених і 342 ймовірних). Органи охорони здоров'я також повідомили про 30 одужань, загальна кількість одужань зросла до 1095. Крім того, повідомлено про ще одну смерть, загальна кількість померлих зросла до 17.[251][252]
- Філіппіни повідомили про 211 нових випадків хвороби, загальна кількість випадків зросла до 7192. Країна також повідомила про 15 смертей, загальна кількість випадків зросла до 477. Філіппіни також повідомили про 40 нових одужань, загальна кількість одужань зросла до 762.
- Португалія повідомила про 22797 випадків зараження та 854 смерті.
- Катар повідомив про 761 випадок хвороби, загальна кількість випадків зросла до 8525. Країна повідомила про 10 нових смертей.[247]
- Сінгапур повідомив про 897 нових випадків хвороби, загальна кількість випадків зросла до 12075.[243]
- Іспанія повідомила про 367 нових смертей, кількість померлих зросла до 22524. Іспанія повідомила про загалом 219764 випадки хвороби.
- Швейцарія повідомила про 1309 смертей і 28677 випадків хвороби.
- У Таїланді повідомили про 15 нових випадків хвороби, загальна кількість випадків зросла до 2854. Таїланд не повідомив про нові смерті, кількість померлих залишилася на рівні 50.
- У Східному Тиморі повідомили про 24 випадки хвороби та 2 одужання. Серед інфікованих була медсестра, яка стала першим медпрацівником у країні, у якого підтверджено зараження коронавірусом.
- Туреччина повідомила про 3122 нові випадки хвороби, загальна кількість випадків зросла до 104912. Кількість смертей зросла на 109 до 2600.[247]
- Україна повідомила про 477 нових випадків хвороби і 6 нових смертей, загальна кількість зросла до 7647 і 193 відповідно; загалом одужав 601 хворий.[253]
- У Великій Британії англійські лікарні повідомили про 587 смертей, кількість померлих зросла до 17373.
- Згідно з даними Університету Джонса Гопкінса, у Сполучених Штатах Америки зареєстровано 50031 смерть і 870648 випадків хвороби.[247] Військовий корабель USS Kidd повідомив про щонайменше 18 випадків хвороби на борту.[254]
- У В'єтнамі було зареєстровано 2 нові випадки хвороби, загальна кількість випадків досягла 270.[247]

### 25 квітня
Ситуаційний звіт ВООЗ № 96:
- Канада повідомила про 1466 нових випадків хвороби, загальна кількість випадків зросла до 45354.[71]
- Китай повідомив про 12 нових випадків хвороби, внаслідок чого загальна кількість підтверджених випадків досягла 82816. Китай також повідомив про 29 нових безсимптомних випадків. Повідомлень про нові смерті не надходило, офіційна кількість померлих становила 4632.
- Франція повідомила про 369 нових смертей, кількість померлих зросла до 22164. За минулу добу до реанімації потрапили 124 хворі.
- Німеччина повідомила про 2055 випадків хвороби, загальна кількість випадків зросла до 152438. Німеччина також повідомила про 179 нових смертей, кількість померлих зросла до 5500.
- Індонезія повідомила про 396 нових випадків хвороби, загальна кількість випадків зросла до 8607. Індонезія повідомила про 31 нову смерть, кількість померлих зросла до 720.
- Іран повідомив про 76 нових смертей, кількість померлих зросла до 5650. Іран також повідомив про 89328 випадків зараження, 3096 з яких перебули у важкому стані.[248]
- Японія повідомила про 12800 випадків хвороби і 345 смертей. Влада міста Нагасакі повідомила про 57 нових випадків хвороби серед екіпажу круїзного лайнера Costa Atlantica, загальна кількість випадків на борту корабля зросла до 148.[256] Токіо підтвердило 103 нові випадки хвороби, загальна кількість випадків у місті зросла до 3836.[248]
- Малайзія повідомила про 51 новий випадок хвороби, загальна кількість випадків зросла до 5742. Влада Малайзії також повідомила про 2 смерті, кількість померлих зросла до 98.[257]
- Мексика повідомила про 12872 випадки хвороби та 1221 смерть.
- Нідерланди повідомили про 655 випадків хвороби, загальна кількість випадків зросла до 3790. Країна повідомила про 120 нових смертей, загальна кількість випадків зросла до 4409.[248]
- Нова Зеландія повідомила про 5 нових випадків хвороби (3 підтверджених і 2 ймовірних), загальна кількість випадків зросла до 1461 (1117 підтверджених і 344 ймовірних). Органи охорони здоров'я Нової Зеландії повідомили про 23 нових одужання, загальна кількість одужань зросла до 1118. Повідомлено також про ще одну смерть, загальна кількість померлих зросла до 18.[258]
- Філіппіни повідомили про 17 нових смертей, кількість померлих зросла до 494. Філіппіни також повідомили про 102 нові випадки хвороби, загальна кількість випадків зросла до 7294.
- У Польщі повідомили про 11067 випадків хвороби та 499 смертей.
- Росія повідомила про 5966 нових випадків хвороби, загальна кількість випадків зросла до 74588. Росія повідомила про 66 нових смертей, кількість померлих зросла до 681.[248]
- У Сінгапурі повідомили про 618 нових випадків хвороби, загальна кількість випадків зросла до 12693.[259]
- Іспанія повідомила про 378 нових смертей, загальна кількість померлих зросла до 22902. У країні загалом було зареєстровано 223759 випадків хвороби.
- Шрі-Ланка підтвердила 60 нових випадків хвороби, загальна кількість випадків зросла до 420. Країна також підтвердила 7 смертей.
- Таїланд повідомив про 53 нові випадки хвороби, загальна кількість випадків зросла до 2907. У Таїланді також повідомили про одну нову смерть, кількість померлих зросла до 51. 2547 хворих одужали.
- Туреччина повідомила про 2861 випадок хвороби, загальна кількість випадків зросла до 107773. Країна також повідомила про 106 смертей, кількість померлих зросла до 2706. 25582 хворі одужали, за останню добу проведено 38308 тестувань.[248]
- Україна повідомила про 478 нових випадків хвороби і 8 нових смертей, загальна кількість зросла до 8125 і 201 відповідно; загалом одужали 782 хворі.[260]
- Велика Британія повідомила про 813 нових смертей, кількість померлих зросла до 20319. Влада країни також повідомила про 4913 нових випадків хвороби, загальна кількість випадків зросла до 148377.
- Сполучені Штати Америки повідомили про 895766 випадків хвороби. Центри з контролю та профілактики захворювань у США повідомили про 1623 нових смерті, внаслідок чого кількість померлих досягла 50439.
- Університет Джонса Гопкінса повідомив, що кількість померлих у світі на той час становила 200697 осіб.[248]

### 26 квітня
Ситуаційний звіт ВООЗ № 97:
- Бельгія повідомила про 553 випадки хвороби, включаючи 127 госпіталізацій, що стало найнижчим рівнем з 18 березня, коли кількість госпіталізацій за добу досягла піку в 600.[262]
- Канада повідомила про 2489 смертей. Канада повідомила про 1541 новий випадок хвороби, загальна кількість випадків зросла до 46895.[263][71]
- У Китаї повідомили про 11 нових випадків хвороби, загальна кількість випадків зросла до 82827. Національна комісія з охорони здоров'я також повідомила, що всі хворі на коронавірус в Ухані виписані з лікарень міста.
- Франція повідомила про 242 смерті, кількість померлих зросла до 22856.
- Німеччина повідомила про 1747 нових випадків хвороби, загальна кількість випадків зросла до 154175. Кількість померлих у країні зросла на 140 до 5640.
- Індія повідомила про 26496 випадків хвороби та 824 смерті.
- Індонезія повідомила про 275 нових випадків хвороби, загальна кількість випадків зросла до 8882. 23 хворі померли, внаслідок чого кількість померлих досягла 743.
- Іран повідомив про 60 нових смертей, кількість померлих зросла до 5710. Іран повідомив про 90481 випадок хвороби.
- Японія повідомила про 13231 випадок хвороби і 360 смертей. У Токіо також повідомили про 72 нові випадки хвороби, загальна кількість випадків у столиці зросла до 3900.[263]
- Малайзія повідомила про 38 нових випадків хвороби, загальна кількість випадків зросла до 5870. 3862 хворі одужали, кількість смертей залишилася на рівні 98.[264]
- Мексика повідомила про 970 нових випадків хвороби, загальна кількість випадків зросла до 13842. Мексика повідомила про 84 смерті, кількість померлих зросла до 1305.
- Нідерланди повідомили про 655 нових випадків хвороби, загальна кількість випадків зросла до 37845. Нідерланди також повідомили про 66 нових смертей, кількість померлих зросла до 4475.[263]
- Нова Зеландія повідомила про 9 нових випадків хвороби (4 підтверджених і 5 імовірних), загальна кількість випадків зросла до 1470 (1121 підтверджених і 349 імовірних). Органи охорони здоров'я Нової Зеландії повідомили про 24 нових одужання, загальна кількість випадків зросла до 1142.[265]
- Філіппіни повідомили про 7 нових смертей, кількість померлих зросла до 501. Країна також повідомила про 285 нових випадків хвороби, загальна кількість випадків зросла до 7579. 862 хворі одужали.
- Росія повідомила про 6361 новий випадок хвороби, загальна кількість випадків зросла до 80949. 66 хворих померли, внаслідок чого кількість померлих досягла 747.[263]
- Сінгапур повідомив про 931 новий випадок хвороби (переважно іноземні трудові мігранти та 15 постійних мешканців), загальна кількість випадків зросла до 13264.[266] Серед них 2 завезені випадки, перші з 17 квітня.[267]
- Південна Корея повідомила про 10 нових випадків хвороби (7 пов'язаних з поїздками за кордон і 3 в Тегу), внаслідок чого загальна кількість випадків досягла 10718. Кількість померлих залишилася на рівні 210.
- Іспанія повідомила про 288 нових смертей, кількість померлих зросла до 23190. Іспанія повідомила про загалом 207634 випадки хвороби.
- У Таїланді повідомили про 15 нових випадків хвороби, загальна кількість випадків склала 2922. 2594 хвороби одужали, а кількість померлих залишилася на рівні 51.
- Туреччина повідомила про 2357 випадків хвороби, загальна кількість випадків зросла до 110130. Туреччина повідомила про 99 смертей, загальна кількість померлих зросла до 2805. Туреччина повідомила про 29140 одужань.[263]
- В Україні повідомили про 492 нові випадки хвороби та 8 нових смертей, загальна кількість зросла до 8617 та 209 відповідно; загалом одужали 840 хворих.[268]
- Велика Британія повідомила про 413 нових смертей, кількість померлих зросла до 20732 осіб. У Великій Британії повідомили про 4463 нові випадки хвороби, загальна кількість випадків зросла до 152840.
- Згідно із повідомленням Reuters, 96 % з 3277 ув'язнених, які дали позитивний результат тесту на коронавірус в американських штатах Арканзас, Північна Кароліна, Огайо та Вірджинія, були безсимптомними.[269]
- Університет Джонса Гопкінса повідомив про понад 200 тисяч смертей, 2,88 мільйона випадків і 813 тисяч одужань у всьому світі.[263]

### 27 квітня
Ситуаційний звіт ВООЗ № 98:
- Канада повідомила про загалом 2617 смертей і 1605 нових випадків хвороби, загальна кількість випадків зросла до 48500.[262][71]
- Китай повідомив про 3 нові випадки хвороби (2 завезені і один з Хейлунцзяна) і відсутність нових смертей.
- Франція повідомила про 437 смертей, загальна кількість померлих зросла до 23293. 28055 хворих були госпіталізовані, 4608 перебували у відділенні інтенсивної терапії.
- Німеччина повідомила про 1018 нових випадків хвороби і 100 смертей.
- Індія підтвердила загалом 27 тисяч випадків хвороби та 872 смерті.
- Іран повідомив про 700 смертей після вживання метанолу, померлі помилково вважали, що він може вилікувати коронавірусну хворобу.
- Італія повідомила про 333 смерті, кількість померлих зросла до 26977. Італія повідомила про 1739 випадків хвороби, загальна кількість випадків зросла до 199414.[262]
- Малайзія повідомила про 40 нових випадків хвороби, загальна кількість випадків зросла до 5820. Одужали 95 хворих, загальна кількість одужань зросла до 3957. Малайзія також повідомила про одну нову смерть, внаслідок чого кількість померлих досягла 99.[271]
- Нідерланди повідомили про 400 нових випадків хвороби, загальна кількість випадків зросла до 38245. Влада Нідерландів також підтвердила 45 смертей, кількість померлих зросла до 4518.[262]
- Нова Зеландія повідомила про 5 нових випадків хвороби (один підтверджений і 4 ймовірні). 6 попередніх випадків також було скасовано, внаслідок чого загальна кількість випадків зменшилася до 1469 (1122 підтверджених і 347 ймовірних). Органи охорони здоров'я Нової Зеландії також повідомили про 38 нових одужань, загальна кількість одужань зросла до 1180. Повідомлено про ще одну смерть, кількість померлих зросла до 19.[272][273]
- Пакистан повідомив про 605 нових випадків хвороби і загалом про 281 смерть.
- Філіппіни повідомили про 198 нових випадків хвороби, загальна кількість випадків зросла до 7777. Країна повідомила про 10 нових смертей, кількість померлих зросла до 511.[262]
- Сінгапур повідомив про 799 нових випадків хвороби, загальна кількість випадків зросла до 14423. Було підтверджено 2 смерті, загальна кількість випадків зросла до 14.[274]
- ПАР повідомила про загалом 4546 випадків хвороби і 87 смертей.
- Іспанія повідомила про 331 нову смерть, кількість померлих зросла до 23521.
- У Таїланді повідомили про 9 випадків хвороби і одну смерть, внаслідок чого загальна кількість зросла до 2931 і 52 відповідно.
- Туреччина повідомила про 2131 новий випадок хвороби, загальна кількість випадків зросла до 112261. Туреччина повідомила про 95 смертей, кількість померлих зросла до 2900.[262]
- Україна повідомила про 392 нові випадки хвороби та 11 нових смертей, загальна кількість зросла до 9009 та 220 відповідно; загалом одужали 864 хворі.[275]
- Велика Британія повідомила про 360 нових смертей (включаючи 82 медичних працівників), кількість померлих зросла до 21092.
- У США в Нью-Йорку зареєстровано 337 нових смертей.[262]

### 28 квітня
Ситуаційний звіт ВООЗ № 99:
- Канада повідомила про 1526 нових випадків хвороби, загальна кількість випадків зросла до 50026.[71]
- Китай повідомив про 3 нові випадки хвороби, загальна кількість випадків зросла до 82836. Китайська влада не повідомила про нові смерті.
- Єгипет повідомив про 4782 випадки хвороби.
- Німеччина підтвердила 1114 нових випадків хвороби, загальна кількість випадків зросла до 156337. Німеччина також повідомила про 163 нових смерті, кількість померлих зросла до 5913.[277]
- Індонезія офіційно повідомила про 415 нових випадків хвороби, загальна кількість зросла до 9511. Органи охорони здоров'я Індонезії також повідомили про 8 нових смертей, кількість померлих зросла до 773. Індонезія також повідомила про 1254 одужання.[278] Однак у звіті Reuters на основі аналізу даних із 16 із 34 провінцій Індонезії випливає, що понад 2 тисячі індонезійців із гострими симптомами COVID-19 померли.[279]
- Іран повідомив про 71 смерть, кількість померлих зросла до 5877. Іран повідомив про 92584 випадки хвороби.[277][280]
- Італія повідомила про 382 смерті, внаслідок чого кількість померлих перевищила 20 тисяч. Італійська влада повідомила про 2091 випадок, загальна кількість зросла до 201505. 105205 осіб залишалися інфікованими, а 68941 хворий одужав. Департамент цивільного захисту Італії повідомив, що тестування пройшли 1,275 мільйона осіб.[277]
- Малайзія повідомила про 31 новий випадок хвороби, загальна кількість випадків зросла до 5851. Малайзія повідомила про 75 нових одужань, внаслідок чого загальна кількість одужань досягла 4032. Малайзія повідомила про одну нову смерть, загальна кількість померлих зросла до 100.[281]
- Нідерланди повідомили про 171 випадок хвороби, загальна кількість випадків зросла до 38416. Влада Нідерландів також повідомила про 48 нових смертей, кількість померлих зросла до 4566.[277]*
- Нова Зеландія повідомила про 3 новіх випадки хвороби (2 підтверджених і один імовірний), загальна кількість випадків зросла до 1472 (1124 підтверджених і 348 імовірних). Влада Нової Зеландії також повідомила про 34 нових одужання, загальна кількість випадків зросла до 1214.[282]
- Пакистан повідомив про щонайменше 20 нових смертей, кількість померлих зросла до 301. Було зареєстровано 751 новий випадок хвороби, загальна кількість випадків зросла до 14079.
- Перу повідомило про 30 тисяч випадків хвороби та 854 смерті.[277]
- Філіппіни повідомили про 181 новий випадок хвороби, загальна кількість зросла до 7958. Філіппінська влада також повідомила про 43 одужання, загальна кількість випадків зросла до 975. Філіппіни повідомили про ще 19 смертей, кількість померлих зросла до 530.[283]
- Сінгапур повідомив про 528 нових випадків хвороби, загальна кількість випадків зросла до 14951.[284]
- Південна Корея повідомила про 14 нових випадків хвороби, загальна кількість випадків зросла до 10752.
- Туреччина повідомила про 92 смерті, кількість померлих зросла до 2992 осіб. Туреччина також повідомила про 2392 випадки хвороби, загальна кількість зросла до 114653. 38809 хворих одужали, 29230 осіб пройшли тестування на коронавірус за останню добу.[277]
- Україна повідомила про 401 новий випадок хвороби і 19 нових смертей, загальна кількість зросла до 9410 і 239 відповідно; загалом одужали 992 хворі.[285]
- Сполучені Штати Америки повідомили про понад 1 мільйон випадків хвороби та понад 57 тисяч смертей внаслідок коронавірусної хвороби. У штаті Іллінойс повідомили про 142 смерті, загальна кількість померлих у штаті зросла до 2125. У штаті Іллінойс також повідомили про 2219 випадків хвороби, внаслідок чого загальна кількість випадків у штаті досягла 48102.[277]

### 29 квітня
Ситуаційний звіт ВООЗ № 100:
- В Азербайджані було зареєстровано 1717 випадків хвороби та 22 смерті.
- Боснія і Герцеговина повідомила про 93 нові випадки хвороби та 2 смерті, загальна кількість випадків зросла до 1677, а кількість померлих до 67. Сплеск випадків супроводжувався ослабленням карантину в автономній Федерації Боснії і Герцеговини та Республіці Сербській.
- Бразилія повідомила про 6726 нових випадків хвороби, загальна кількість випадків зросла до 78612. Бразилія також повідомила про 5466 смертей.[287]
- Канада повідомила про 1571 новий випадок хвороби, загальна кількість випадків зросла до 51597.[71]
- У Китаї повідомили про 22 нові випадки хвороби, усі повязані з поїздками за кордон. Китайська влада не повідомила про нові смерті, офіційна кількість померлих залишаєтьилася на рівні 4633.
- Німеччина повідомила про 1304 нові випадки хвороби та ще 202 смерті.
- В Індії повідомили про 73 нові смерті, кількість померлих зросла до 1007. Індія повідомила про понад 30 тисяч випадків хвороби загалом.
- В Індонезії повідомили про 260 нових випадків хвороби, загальна кількість випадків досягла 9771. Органи охорони здоров'я Індонезії також повідомили про 11 смертей, кількість померлих зросла до 784. 1391 хворий одужав, проведено понад 67700 тестувань на коронавірус.
- Іран повідомив про 80 нових смертей, кількість померлих зросла до 5957. Іран повідомив про загалом 93657 випадків хвороби.[287]
- У Малайзії повідомили про 94 нові випадки хвороби, загальна кількість випадків зросла до 5945. Одужали 55 хворих, кількість одужань досягла 4087. Кількість померлих у країні залишилася на рівні 100.[288]
- Нідерланди повідомили про 386 випадків хвороби, загальна кількість випадків зросла до 38802. Влада Нідерландів повідомила про 145 смертей, кількість померлих зросла до 4711.[287]
- Нова Зеландія повідомила про 3 нові випадки хвороби (один підтверджений і 2 ймовірних), загальна кількість випадків зросла до 1474 (1126 підтверджених і 348 ймовірних). Органи охорони здоров'я Нової Зеландії також повідомили про 15 нових одужань, загальна кількість випадків зросла до 1229.[289]
- Пакистан повідомив про 26 нових смертей, кількість померлих зросла до 327. Пакистан також повідомив про 806 нових випадків хвороби, загальна кількість випадків зросла до 14885. Загалом одужали 3245 хворих.
- У Польщі повідомили про 12415 випадків хвороби і 606 смертей.
- Росія повідомила про 5841 новий випадок хвороби, загальна кількість випадків зросла до 99399. Росія повідомила про 108 нових смертей, кількість померлих зросла до 972.
- Сербія повідомила про загалом 8724 випадки хвороби та 173 смерті.[287]
- Сінгапур повідомив про 690 нових випадків хвороби, загальна кількість випадків досягла 15641.[290]
- ПАР повідомила про 354 нових випадки хвороби, загальна кількість випадків зросла до 5350. ПАР повідомила про 10 нових смертей, кількість померлих зросла до 103. Влада країни повідомила про проведення 197127 тестів на коронавірус, із них 11630 за останні 24 години.
- Іспанія повідомила про 325 смертей, кількість померлих зросла до 24275. Іспанія повідомила про 2144 нові випадки хвороби, загальна кількість випадків зросла до 212917.
- Туреччина повідомила про загаломь майже 115 тисяч випадків хвороби і майже 3 тисячі смертей.[287]
- Україна повідомила про 456 нових випадків хвороби і 11 нових смертей, загальна кількість зросла до 9866 і 250 відповідно; загалом одужали 1103 хворі.[291]

### 30 квітня
Ситуаційний звіт ВООЗ № 101:
- У Боснії і Герцеговині загалом було зареєстровано 1757 випадків хвороби та 69 смертей.
- Бразилія повідомила про 7218 нових випадків хвороби, загальна кількість випадків зросла до 85380. Бразилія також повідомила про 435 нових смертей, кількість померлих зросла до 5901.[293]
- Канада повідомила про 1638 нових випадків хвороби, загальна кількість випадків досягла 53235.[71]
- Китай повідомив про 4 нові випадки хвороби, загальна кількість випадків зросла до 82862, з яких 1664 були завезені.[293]
- Коморські Острови повідомили про перший випадок хвороби в країні в 50-річного чоловіка франко-коморського походження.[294]
- Індонезія повідомила про 347 нових випадків хвороби, загальна кількість випадків зросла до 10118. Органи охорони здоров'я Індонезії повідомили про 8 нових смертей, кількість померлих зросла до 792. Загалом 1522 хворі одужали, проведено 72300 тестувань на коронавірус.
- Іран підтвердив 71 нову смерть, внаслідок чого кількість померлих перевищила 6028.
- Італія повідомила про 285 смертей, кількість померлих зросла до 27967. Італія повідомила про 1872 випадки хвороби, загальна кількість випадків зросла до 205463. Загальна кількість інфікованих знизилася з 104657 28 квітня до 101551 1 травня.[293]
- Малайзія повідомила про 57 нових випадків хвороби, загальна кількість випадків зросла до 6002. Органи охорони здоров'я Малайзії повідомили про одужання 84 хворих, загальна кількість одужань зросла до 4171. Малайзія повідомила про 2 смерті, кількість померлих зросла до 102.[295]
- На Мальдівах повідомили про першу смерть. Країна повідомила про загалом 280 випадків хвороби, більшість з яких серед трудових мігрантів.
- Нідерланди повідомили про 514 випадків хвороби, загальна кількість випадків зросла до 39316. Країна повідомила про 84 смерті, кількість померлих зросла до 4795.[293]
- Нова Зеландія повідомила про 3 нові випадки хвороби та один скасований імовірний випадок, загальна кількість випадків зросла до 1476 (1129 підтверджених та 347 ймовірних). Влада Нової Зеландії також повідомила про 12 нових одужань, загальна кількість одужань зросла до 1241.[296][297]
- Пакистан повідомив про 874 нові випадки хвороби, загальна кількість випадків зросла до 15759. Пакистан повідомив про 4052 одужання. Пакистан також повідомив про 19 смертей, кількість померлих зросла до 346.
- Перу повідомило про 3045 випадків хвороби, кількість випадків зросла до 36976. Перу повідомило про 1051 смерть.
- Філіппіни повідомили про 276 нових випадків хвороби, загальна кількість випадків зросла до 8488. Філіппіни також повідомили про 10 нових смертей, кількість померлих зросла до 568. Філіппіни також повідомили про 20 нових одужань, загальна кількість одужань зросла до 1043.
- Росія повідомила про 7099 нових випадків хвороби, загальна кількість випадків зросла до 106498. Росія повідомила про 101 нову смерть, загальна кількість випадків зросла до 1073.[293]
- Сінгапур повідомив про 528 нових випадків хвороби, загальна кількість випадків досягла 16169. Пізніше було підтверджено ще одну смерть, загальна кількість випадків зросла до 15.[298]
- Південна Корея повідомила про одну нову смерть, кількість померлих зросла до 247. Південна Корея не повідомила про нові випадки хвороби, кількість випадків залишилась на рівні 10765.
- Іспанія повідомила про 268 нових смертей, кількість померлих зросла до 24543. Іспанія повідомила про 213435 випадків хвороби загалом.
- Шрі-Ланка повідомила про 630 випадків хвороби і 7 смертей.
- Таджикистан повідомив про перші 15 випадків хвороби.
- Таїланд повідомив про 7 нових випадків хвороби, загальна кількість випадків зросла до 2954. Повідомлень про нові смерті не надходило, кількість померлих залишилася на рівні 54.
- Туреччина підтвердила 2615 нових випадків хвороби, загальна кількість зросла до 120204. Туреччина повідомила про 203 смерті, кількість померлих зросла до 3174.[293]
- Україна повідомила про 540 нових випадків хвороби і 11 нових смертей, загальна кількість випадків зросла до 10406 і 261 відповідно; загалом одужали 1238 хворих.[299]
- Велика Британія повідомила про 674 смерті, кількість померлих зросла до 26711. Владні структури Англії повідомила про 391 нову смерть, внаслідок чого кількість померлих у лікарнях Англії досягла 20 137.
- Ємен повідомив про перші 2 смерті та 5 нових випадків хвороби.
- У країнах Африки на південь від Сахари підтверджено близько 23800 випадків хвороби та 900 смертей.
- За даними Університету Джонса Гопкінса, загальна кількість одужань у світі досягла 1004483.[293]

## Резюме
Нижче наведено список країн і територій, які підтвердили перші випадки хвороби за квітень 2020 року.
- 2 квітня: Малаві
- 3 квітня: Фолклендські острови
- 4 квітня: Західна Сахара
- 5 квітня: Сен-П'єр і Мікелон, Південний Судан
- 6 квітня: Сан-Томе і Принсіпі
- 7 квітня: Абхазія, Нагірний Карабах
- 10 квітня: Ємен
- 11 квітня: Саба
- 16 квітня: Бонайре
- 30 квітня: Коморські Острови, Таджикистан

Станом на кінець квітня лише такі країни та території не повідомляли про випадки зараження SARS-CoV-2:
Африка
- Західна Сахара
- Лесото
- Острови Святої Єлени, Вознесіння і Тристан-да-Кунья

Азія
- Кокосові острови
- Острів Різдва
- Північна Корея
- Туркменістан

Європа
- Південна Осетія ( Грузія)
- Шпіцберген ( Норвегія)

Океанія
- Американське Самоа
- Острови Кука
- Кірибаті
- Маршаллові Острови
- Федеративні Штати Мікронезії
- Науру
- Ніуе
- Острів Норфолк
- Палау
- Піткерн
- Самоа
- Соломонові Острови
- Токелау
- Тонга
- Тувалу
- Вануату
- Волліс і Футуна